# البرازيل في الألعاب البارالمبية الصيفية 2016
شاركت البرازيل في دورة الألعاب البارالمبية الصيفية 2016 التي استضافتها على أرضها في ريو دي جانيرو، خلال الفترة من 7 إلى 18 سبتمبر 2016.

## الدعم
في سبتمبر 2015، حضر ممثل من البلد ندوة رئيس البعثة للألعاب البارالمبية ريو 2016 كجزء من جهود البلد التحضيرية لألعاب 2016.

## التصنيف
كل مشارك في الألعاب البارالمبية يصنف وفق إعاقته في واحدة من خمس تصنيفات. التصنيف الأول يضم حالات البتر، وقد تكون الحالة خلقية أو مكتسبة نتيجة إصابة أو مرض. التصنيف الثاني يضم الرياضيين المصابين بشلل دماغي. أما التصنيف الثالث فيضم الرياضيين ذوي الكراسي المتحركة، لكن غالبا ما يكون هناك تداخل بين هذه الفئة والفئات الأخرى. أما الفئة الرابعة فهي تجمع الرياضيين المكفوفين أو ضعاف البصر. التصنيف الخامس يضم الرياضيين ممن يعانون من أي إعاقة جسدية لا تندرج بشكل كامل ضمن إحدى الفئات الأخرى، على سبيل المثال الرياضيين قصار القامة أو الذين يعانون من تصلب متعدد.
كل رياضة بارالمبية لها تصنيفاتها الخاصة، بناء على المتطلبات الجسدية المحددة للمنافسة. تعطى المسابقات رمزا مكونا من أرقام وحروف، بحيث يصف الرمز نوع المسابقة وتصنيف الرياضيين المتنافسين. بعض الرياضات، مثل ألعاب القوى، يُصنف فيها الرياضيون حسب كل من الفئة التي ينتمون لها وأيضا شدة إعاقاتهم. في حين هناك رياضات أخرى، على سبيل المثال السباحة، تجمع المتنافسين من فئات مختلفة معا، والفارق الوحيد يكون بناءً على شدة الإعاقة.

## قائمة الفائزين
| الميدالية | الاسم | الرياضة                                                           | المسابقة                                    | التاريخ   |
| --------- | --- | ----------------------------------------------------------------- | ------------------------------------------- | --------- |
| ذهبية     | ريكاردو كوستا دي أوليفيرا | ألعاب القوى                                                       | الوثب الطويل رجال تي11                      | 8 سبتمبر  |
| ذهبية     | دانيال دياز | السباحة                                                           | 200 متر سباحة حرة رجال إس5                  | 8 سبتمبر  |
| ذهبية     | دانيال مارتينز | ألعاب القوى                                                       | 400 متر رجال تي20                           | 9 سبتمبر  |
| ذهبية     | كلوديني باتيستا دوس سانتوس | ألعاب القوى                                                       | رمي القرص رجال إف56                         | 10 سبتمبر |
| ذهبية     | شيرلين كويلهو | ألعاب القوى                                                       | رمي الرمح نساء إف37                         | 10 سبتمبر |
| ذهبية     | بيتروسيو فيريرا دوس سانتوس | ألعاب القوى                                                       | 100 متر رجال تي47                           | 11 سبتمبر |
| ذهبية     | أليساندرو رودريغو سيلفا | ألعاب القوى                                                       | رمي القرص رجال إف11                         | 12 سبتمبر |
| ذهبية     | أنطونيو ليمي إيفيلين دي أوليفيرا إيفاني سواريس دا سيلفا | البوتشيا                                                          | أزواج مختلطة بي سي3                         | 12 سبتمبر |
| ذهبية     | دانيال دياز | السباحة                                                           | 50 متر سباحة على الظهر رجال إس5             | 12 سبتمبر |
| ذهبية     | غوستافو هنريكي أراوخو فيليبي غوميز ريكاردو كوستا دي أوليفيرا دانيال سيلفا ديوغو واليسون جيرونيمو دا سيلفا كيسلي تيودورو | ألعاب القوى                                                       | تتابع 4 × 100 متر رجال تي11-تي13            | 13 سبتمبر |
| ذهبية     | سيلفانيا كوستا دي أوليفيرا | ألعاب القوى                                                       | الوثب الطويل نساء تي11                      | 16 سبتمبر |
| ذهبية     | دانيال دياز | السباحة                                                           | 50 متر سباحة حرة رجال إس5                   | 16 سبتمبر |
| ذهبية     | منتخب البرازيل لكرة القدم الخماسية للرجال لوان دي لاسيردا غونسالفيس كاسيو لوبيس دوس ريس داميا روبسون سوسا راموس جيفيرسون غونسالفيس ريكاردو شتاينميتز ألفيس تياغو دا سيلفا رايموندو نوناتو ألفيس مينديس ماركوس خوسيه ألفيس فيليبي ماوريسيو تشوبي فينيسيوس ترانشيزي هولزساور | كرة القدم الخماسية                                                | بطولة الرجال                                | 17 سبتمبر |
| ذهبية     | دانيال دياز | السباحة                                                           | 100 متر سباحة حرة رجال إس5                  | 17 سبتمبر |
| فضية      | أودير سانتوس | ألعاب القوى                                                       | 5000 متر رجال تي11                          | 8 سبتمبر  |
| فضية      | فابيو دا سيلفا بورديغون | ألعاب القوى                                                       | 100 متر رجال تي35                           | 9 سبتمبر  |
| فضية      | فيرونيكا هيبوليتو | ألعاب القوى                                                       | 100 م نساء تي38                             | 9 سبتمبر  |
| فضية      | لوسيا دا سيلفا تيكسيرا | الجودو في الألعاب البارالمبية الصيفية 2016                        | نساء 57 كغ                                  | 9 سبتمبر  |
| فضية      | فيليبي رودريغيس | السباحة                                                           | 50 متر سباحة حرة رجال إس10                  | 9 سبتمبر  |
| فضية      | دانيال دياز تاليسون غلوك كلودوالدو سيلفا باتريسيا بيريرا دوس سانتوس سوزانا ريبيرو جوانا ماريا سيلفا | السباحة                                                           | تتابع 4 × 50 متر سباحة حرة مختلط 20 نقطة    | 9 سبتمبر  |
| فضية      | ألانا مارتينز مالدونادو | الجودو في الألعاب البارالمبية الصيفية 2016                        | نساء 70 كغ                                  | 10 سبتمبر |
| فضية      | أنطونيو تينوريو سيلفا | الجودو في الألعاب البارالمبية الصيفية 2016                        | رجال 100 كغ                                 | 10 سبتمبر |
| فضية      | ويليانز سيلفا دي أراوخو | الجودو في الألعاب البارالمبية الصيفية 2016                        | رجال +100 كغ                                | 10 سبتمبر |
| فضية      | فيليبي غوميز | ألعاب القوى                                                       | 100 متر رجال تي11                           | 11 سبتمبر |
| فضية      | دانيال دياز | السباحة                                                           | 100 متر سباحة على الصدر رجال إس بي4         | 11 سبتمبر |
| فضية      | فابيو دا سيلفا بورديغون | ألعاب القوى                                                       | 200 متر رجال تي35                           | 12 سبتمبر |
| فضية      | رودريغو باريرا دا سيلفا | ألعاب القوى                                                       | الوثب الطويل رجال تي36                      | 12 سبتمبر |
| فضية      | ريناتو نونيس دا كروز يوهانسون ناسيمينتو آلان فونتيليس كاردوسو أوليفيرا بيتروسيو فيريرا دوس سانتوس | ألعاب القوى                                                       | تتابع 4 × 100 متر رجال تي42-تي47            | 12 سبتمبر |
| فضية      | ديرسيو بينتو إليسيو دوس سانتوس مارسيلو دوس سانتوس | البوتشيا                                                          | أزواج مختلطة بي سي4                         | 12 سبتمبر |
| فضية      | جوانا ماريا سيلفا | السباحة                                                           | 50 متر سباحة حرة نساء إس5                   | 12 سبتمبر |
| فضية      | إسرائيل بيريرا سترو | تنس الطاولة                                                       | فردي رجال سي7                               | 12 سبتمبر |
| فضية      | إيفانيو دا سيلفا | رفع الأثقال في الألعاب البارالمبية الصيفية 2016                   | رجال -88 كغ                                 | 13 سبتمبر |
| فضية      | أودير سانتوس | ألعاب القوى                                                       | 1500 متر رجال تي11                          | 13 سبتمبر |
| فضية      | ماتيوس إيفانجيليستا كاردوسو | ألعاب القوى                                                       | الوثب الطويل رجال تي37                      | 13 سبتمبر |
| فضية      | اندريه برازيل | السباحة                                                           | 100 متر سباحة حرة رجال إس10                 | 13 سبتمبر |
| فضية      | أليس دي أوليفيرا كوريا تيريزينها غيليرمينا لورينا سالفاتيني سبولادوري ثاليتا فيتوريا سيمبليسيو دا سيلفا | ألعاب القوى                                                       | تتابع 4 × 100 م نساء تي11-تي13              | 14 سبتمبر |
| فضية      | كارلوس فارينبيرغ | السباحة                                                           | 50 متر سباحة حرة رجال إس13                  | 14 سبتمبر |
| فضية      | دانيال دياز اندريه برازيل رويتر سيلفا فيليبي رودريغيس | السباحة                                                           | تتابع 4 × 100 متر سباحة حرة رجال 34 نقطة    | 14 سبتمبر |
| فضية      | فيليبي غوميز | ألعاب القوى                                                       | 200 متر رجال تي11                           | 15 سبتمبر |
| فضية      | لاورو سيزار شامان | ركوب الدراجات                                                     | سباق الطريق رجال سي4-5                      | 17 سبتمبر |
| فضية      | شيرلين كويلهو | ألعاب القوى                                                       | رمي القرص نساء إف38                         | 17 سبتمبر |
| فضية      | بيتروسيو فيريرا دوس سانتوس | ألعاب القوى                                                       | 400 متر رجال تي47                           | 17 سبتمبر |
| فضية      | فيليبي غوميز | ألعاب القوى                                                       | 400 متر رجال تي11                           | 17 سبتمبر |
| برونزية   | إيتالو بيريرا | السباحة                                                           | 100 متر سباحة على الظهر رجال إس7            | 8 سبتمبر  |
| برونزية   | إيزابيلا كامبوس | ألعاب القوى                                                       | رمي القرص نساء إف11                         | 9 سبتمبر  |
| برونزية   | رودريغو باريرا دا سيلفا | ألعاب القوى                                                       | 100 متر رجال تي36                           | 10 سبتمبر |
| برونزية   | دانيال دياز | السباحة                                                           | 50 متر سباحة فراشة رجال إس5                 | 10 سبتمبر |
| برونزية   | ماتيوس راين | السباحة                                                           | 400 متر سباحة حرة رجال إس11                 | 10 سبتمبر |
| برونزية   | يوهانسون ناسيمينتو | ألعاب القوى                                                       | 100 متر رجال تي47                           | 11 سبتمبر |
| برونزية   | تيريزينها دي جيسوس كوريا دوس سانتوس | ألعاب القوى                                                       | 100 م نساء تي47                             | 11 سبتمبر |
| برونزية   | اندريه برازيل | السباحة                                                           | 100 متر سباحة فراشة رجال إس10               | 12 سبتمبر |
| برونزية   | تاليسون غلوك | السباحة                                                           | 200 متر سباحة متنوعة فردي رجال إس إم6       | 12 سبتمبر |
| برونزية   | إدسون بينهيرو | ألعاب القوى                                                       | 100 متر رجال تي38                           | 13 سبتمبر |
| برونزية   | فيليبي رودريغيس | السباحة                                                           | 100 متر سباحة حرة رجال إس10                 | 13 سبتمبر |
| برونزية   | برونا كوستا أليكساندري | تنس الطاولة في الألعاب البارالمبية الصيفية 2016                   | فردي نساء سي10                              | 13 سبتمبر |
| برونزية   | فيرونيكا هيبوليتو | ألعاب القوى                                                       | 400 م نساء تي38                             | 14 سبتمبر |
| برونزية   | لاورو سيزار شامان | ركوب الدراجات                                                     | سباق ضد الساعة فردي رجال سي5                | 14 سبتمبر |
| برونزية   | دانيال سيلفا | ألعاب القوى                                                       | 200 متر رجال تي11                           | 15 سبتمبر |
| برونزية   | ماريفانا أوليفيرا | ألعاب القوى                                                       | رمي الجلة نساء إف35                         | 15 سبتمبر |
| برونزية   | سيرخيو فرويس ريبيرو دي أوليفا | الفروسية                                                          | اختبار البطولة الفردي رجال الدرجة 1أ        | 15 سبتمبر |
| برونزية   | كايو ريبيرو دي كارفالهو | الكانو لذوي الاحتياجات الخاصة في الألعاب البارالمبية الصيفية 2016 | رجال كي إل3                                 | 15 سبتمبر |
| برونزية   | لورينا سالفاتيني سبولادوري | ألعاب القوى                                                       | الوثب الطويل نساء تي11                      | 16 سبتمبر |
| برونزية   | تيريزينها غيليرمينا | ألعاب القوى                                                       | 400 م نساء تي11                             | 16 سبتمبر |
| برونزية   | سيرخيو فرويس ريبيرو دي أوليفا | الفروسية                                                          | اختبار الحركة الحرة الفردي رجال الدرجة 1أ   | 16 سبتمبر |
| برونزية   | منتخب البرازيل لكرة القدم السباعية للرجال ماركوس دوس سانتوس فيريرا جوناتاس سانتوس ماشادو فيرنانديس ألفيس فيريرا خوسيه كارلوس مونتيرو غيماراش دييغو ديلغادو دا سيلفا فابريزيو ناسيمينتو دي أوليفيرا إيغور روميرو روشا هدسون هيوري دو كارمو جانواريو ويسلي مارتينز دي سوزا وانديرسون سيلفا دي أوليفيرا لياندرو غونسالفيس دو أمارال غيلفانو دينيز دا سيلفا مايكون فيريرا دي ألميدا فيليبي رافائيل دا سيلفا غوميس | كرة القدم السباعية                                                | بطولة الرجال                                | 16 سبتمبر |
| برونزية   | منتخب البرازيل لكرة الهدف للرجال خوسيه روبرتو أوليفيرا أليكس دي ميلو أليكساندر سيلينتي ليومون مورينو خوسيماركيو سوسا روماريو ماركيز | كرة الهدف                                                         | بطولة الرجال                                | 16 سبتمبر |
| برونزية   | برونا كوستا أليكساندري جينيفر ماركيس بارينوس دانييلي راوين | تنس الطاولة                                                       | فرق نساء سي6-10                             | 17 سبتمبر |
| برونزية   | ألويزيو ليما غيليرمي مارسيا دا كوستا إيرانيلدو كونسيسا إسبيندولا | تنس الطاولة                                                       | فرق رجال سي1-2                              | 17 سبتمبر |
| برونزية   | منتخب البرازيل للكرة الطائرة جلوس للنساء باولا أنجيلوتي هيرتس إدواردا دياز غيزيلي ماريا دا كوستا دياز أدريا جيسوس دا سيلفا باميلا بيريرا كاميلا ماريا دي كاسترو ناثالي دي ليما سيلفا سويلين كريستيني ليما جاني فريتاس باتيستا جانايينا بيتيت كونها نوريا دي ألميدا سيلفا لايانا رودريغيس باتيستا} | الكرة الطائرة جلوس                                                | بطولة كرة الطائرة جلوس للنساء               | 17 سبتمبر |
| برونزية   | جوانا ماريا سيلفا | السباحة                                                           | 100 متر سباحة حرة نساء إس5                  | 17 سبتمبر |
| برونزية   | دانيال دياز روان فيليبي ليما دي سوزا اندريه برازيل فيليبي رودريغيس | السباحة                                                           | تتابع 4 × 100 متر سباحة متنوعة رجال 34 نقطة | 17 سبتمبر |
| برونزية   | إدنيوسا دورتا | ألعاب القوى                                                       | ماراثون نساء تي12                           | 18 سبتمبر |

| الميداليات حسب الرياضة | الميداليات حسب الرياضة | الميداليات حسب الرياضة | الميداليات حسب الرياضة | الميداليات حسب الرياضة |
| ---------------------- | ---------------------- | ---------------------- | ---------------------- | ---------------------- |
| الرياضة                | الأول                  | الثاني                 | الثالث                 | المجموع                |
| ألعاب القوى            | 8                      | 14                     | 11                     | 33                     |
| السباحة                | 4                      | 7                      | 8                      | 19                     |
| البوتشيا               | 1                      | 1                      | 0                      | 2                      |
| كرة القدم الخماسية     | 1                      | 0                      | 0                      | 1                      |
| الجودو                 | 0                      | 4                      | 0                      | 4                      |
| تنس الطاولة            | 0                      | 1                      | 3                      | 4                      |
| ركوب الدراجات          | 0                      | 1                      | 1                      | 2                      |
| رفع الأثقال            | 0                      | 1                      | 0                      | 1                      |
| الفروسية               | 0                      | 0                      | 2                      | 2                      |
| كرة القدم السباعية     | 0                      | 0                      | 1                      | 1                      |
| كرة الهدف              | 0                      | 0                      | 1                      | 1                      |
| الباراكانو             | 0                      | 0                      | 1                      | 1                      |
| كرة الطائرة جلوس       | 0                      | 0                      | 1                      | 1                      |
| المجموع                | 14                     | 29                     | 29                     | 72                     |

## النبالة
حصلت البرازيل تلقائيا على أربعة مقاعد مباشرة في منافسات النبالة باعتبارها دولة مضيفة، لكن كان لديها القدرة على تأهيل رياضيين آخرين. في بطولة العالم للنبالة لذوي الاحتياجات الخاصة 2015، نجح عدة رياضيين برازيليين في التأهل للبارالمبياد، بحيث تأهل فرانسيسكو كورديرو في منافسات القوس المنحني رجال، بينما فعلت جين كارلا غوغيل ذلك في منافسات القوس المركب نساء بوصولها لربع النهائي، وفابيولا لورينزي ديرغوفيتش ضمنت مقعدا إضافيا للبرازيل بعد أدائها الجيد في البطولة الثانوية البارالمبية بالقوس المنحني المفتوح نساء. في الألعاب البارا أمريكية 2023، أمنت البرازيل مقاعد أكثر بتأهل كل من ثايس كارفايو في منافسات القوس المنحني نساء بعد حصولها على ميدالية فضية، ولوسيانو ريزيندي بعد حصوله على ميدالية ذهبية، وأيضا ديوغو دي سوزا بعد حصوله على المركز الرابع في مسابقة القوس المنحني المفتوح رجال. جميع أعضاء فريق النبالة البرازيلي يشاركون في أول ألعاب بارالمبية لهم حيث لم تؤهل البرازيل من قبل راميا للألعاب البارالمبية، فقط جين كارلا غوغيل سبق لها المشاركة في ألعاب بكين 2008 ولندن 2012 لكن في تنس الطاولة.
الرجال
| الرياضي                | المسابقة             | جولة الترتيب | جولة الترتيب | دور الـ32                                  | دور الـ16                                     | ربع النهائي                                     | نصف النهائي                             | النهائي / م.ب                            | النهائي / م.ب |
| الرياضي                | المسابقة             | النتيجة      | الوعاء       | المنافس النتيجة                            | المنافس النتيجة                               | المنافس النتيجة                                 | المنافس النتيجة                         | المنافس النتيجة                          | الترتيب       |
| ---------------------- | -------------------- | ------------ | ------------ | ------------------------------------------ | --------------------------------------------- | ----------------------------------------------- | --------------------------------------- | ---------------------------------------- | ------------- |
| أندريه مونيز دي كاسترو | فردي مركب مفتوح      | 661          | 20           | لي أوك-سو (كوريا الجنوبية) · فوز 140–139   | مات ستوتزمان (الولايات المتحدة) · فوز 142–141 | أندريه شيلبي (الولايات المتحدة) · خسارة 135–136 | لم يتقدم                                | لم يتقدم                                 | 8             |
| فرانسيسكو كورديرو      | فردي قوس منحني مفتوح | 594          | 17           | ديفيد فيليبس (بريطانيا العظمى) · خسارة 2–6 | لم يتقدم                                      | لم يتقدم                                        | لم يتقدم                                | لم يتقدم                                 | 17            |
| لوسيانو ريزيندي        | فردي قوس منحني مفتوح | 557          | 27           | روبرتو آيرولدي (إيطاليا) · فوز 6–0         | تشاو ليشو (الصين) · فوز 6–4                   | مايك زارزيفسكي (ألمانيا) · فوز 6–4              | هانروتشاي نيتسيري (تايلاند) · خسارة 0–6 | إبراهيم رانجباركيفاج (إيران) · خسارة 1–7 | 4             |
| ديوغو دي سوزا          | فردي قوس منحني مفتوح | 550          | 30           | مايك زارزيفسكي (ألمانيا) · خسارة 1–7       | لم يتقدم                                      | لم يتقدم                                        | لم يتقدم                                | لم يتقدم                                 | 17            |

النساء
| الرياضية            | المسابقة             | جولة الترتيب | جولة الترتيب | دور الـ32                              | دور الـ16                             | ربع النهائي                        | نصف النهائي      | النهائي / م.ب    | النهائي / م.ب |
| الرياضية            | المسابقة             | النتيجة      | الوعاء       | المنافسة النتيجة                       | المنافسة النتيجة                      | المنافسة النتيجة                   | المنافسة النتيجة | المنافسة النتيجة | الترتيب       |
| ------------------- | -------------------- | ------------ | ------------ | -------------------------------------- | ------------------------------------- | ---------------------------------- | ---------------- | ---------------- | ------------- |
| جين كارلا غوغيل     | فردي مركب مفتوح      | 655          | 3            | تقدم تلقائي                            | ناكو هيراساوا (اليابان) · فوز 140–131 | لين يويشان (الصين) · خسارة 139–141 | لم تتقدم         | لم تتقدم         | 5             |
| ثايس سيلفا كارفالهو | فردي قوس منحني مفتوح | 517          | 28           | لين داندان (الصين) · فوز 7–3           | إيفا ميليه (لاتفيا) · خسارة 4–6       | لم تتقدم                           | لم تتقدم         | لم تتقدم         | 9             |
| فابيولا ديرغوفيتش   | فردي قوس منحني مفتوح | 551          | 20           | واسانا خوثاويساب (تايلاند) · خسارة 4–6 | لم تتقدم                              | لم تتقدم                           | لم تتقدم         | لم تتقدم         | 17            |
| باتريسيا لايولي     | فردي قوس منحني مفتوح | 461          | 32           | وو تشونيان (الصين) · خسارة 0–6         | لم تتقدم                              | لم تتقدم                           | لم تتقدم         | لم تتقدم         | 17            |

الزوجي مختلط
| الرياضي                                | المسابقة                   | جولة الترتيب | جولة الترتيب | دور الـ16                      | ربع النهائي               | نصف النهائي     | النهائي / م.ب   | النهائي / م.ب |
| الرياضي                                | المسابقة                   | النتيجة      | الوعاء       | المنافس النتيجة                | المنافس النتيجة           | المنافس النتيجة | المنافس النتيجة | الترتيب       |
| -------------------------------------- | -------------------------- | ------------ | ------------ | ------------------------------ | ------------------------- | --------------- | --------------- | ------------- |
| أندريه مونيز دي كاسترو جين كارلا غوغيل | فريق مختلط مركب مفتوح      | 1316         | 6            | تركيا (TUR) · خسارة 145–147    | لم يتقدما                 | لم يتقدما       | لم يتقدما       | 7             |
| فرانسيسكو كورديرو فابيولا ديرغوفيتش    | فريق مختلط قوس منحني مفتوح | 1145         | 12           | كوريا الجنوبية (KOR) · فوز 5–1 | إيطاليا (ITA) · خسارة 2–6 | لم يتقدما       | لم يتقدما       | 7             |

## ألعاب القوى
من أبرز من شارك ضمن الفريق البرازيلي لألعاب القوى العداء بيتروسيو فيريرا جزءا من الوفد البرازيلي لألعاب القوى، حيث سبق له في عمر 18 عاما، كسر الرقم القياسي العالمي في سباق 200 متر تي 46/47.
شاركت أيضا تيريزينها غيليرمينا خلال هذه الدورة، وهي التي سبق لها المشاركة والفوز بميداليات في 3 دورات بارالمبية سابقة.
مفتاح
- DSQ = مستبعد
- DNS = لم يبدأ السباق
- DNF = لم ينهِ السباق
- Q = مؤهل للجولة التالية
- q = مؤهل للجولة التالية كأسرع خاسر
- WR = رقم قياسي عالمي
- PR = رقم قياسي بارالمبي
- RR = رقم قياسي إقليمي
- NR = رقم قياسي وطني
- N/A = الجولة غير قابلة للتطبيق على المسابقة
- Bye = الرياضي غير مطلوب للتنافس في الجولة

مسابقات المضمار للرجال
| الرياضي | المسابقة                    | التصفيات | التصفيات | نصف النهائي | نصف النهائي | النهائي      | النهائي  |
| الرياضي | المسابقة                    | الزمن    | الترتيب  | الزمن       | الترتيب     | الزمن        | الترتيب  |
| --- | --------------------------- | -------- | -------- | ----------- | ----------- | ------------ | -------- |
| غوستافو هنريكي أراوخو                                                                                                   | 100 م تي 13                 | 11.16    | 4 q      | —           | —           | 11.45        | 8        |
| غوستافو هنريكي أراوخو                                                                                                   | 400 م تي 13                 | 50.09    | 4 q      | —           | —           | 50.06        | 6        |
| فابيو دا سيلفا بورديغون                                                                                                 | 100 م تي 35                 | 12.78 RR | 1 Q      | —           | —           | 12.66 RR     | الثاني   |
| فابيو دا سيلفا بورديغون                                                                                                 | 200 م تي 35                 | 26.22    | 1 Q      | —           | —           | 26.01 RR     | الثاني   |
| ماتيوس إيفانجيليستا كاردوسو                                                                                             | 100 م تي 37                 | 11.47 PR | 1 Q      | —           | —           | 11.62        | 4        |
| ماتيوس إيفانجيليستا كاردوسو                                                                                             | 400 م تي 37                 | DNS      | DNS      | —           | —           | لم يتقدم     | لم يتقدم |
| ريناتو نونيس دا كروز | 100 م تي 44                 | 11.79    | 8        | —           | —           | لم يتقدم     | لم يتقدم |
| فيليبي غوميز المرشد: يوناس دي ليما سيلفا                                                                                | 100 م تي 11                 | 11.22    | 1 Q      | 11.15       | 2 q         | 11.08        | الثاني   |
| فيليبي غوميز المرشد: يوناس دي ليما سيلفا                                                                                | 200 م تي 11                 | 23.00    | 1 Q      | 22.50       | 1 Q         | 22.52        | الثاني   |
| فيليبي غوميز المرشد: يوناس دي ليما سيلفا                                                                                | 400 م تي 11                 | 51.26    | 1 Q      | —           | —           | 50.38        | الثاني   |
| يلتسين جاك | 1500 م تي 13                | —        | —        | —           | —           | 3:58.92      | 11       |
| يلتسين جاك | 5000 م تي 13                | —        | —        | —           | —           | 15:02.13     | 5        |
| دانيال مارتينز | 400 م تي 20                 | 48.70    | 1 Q      | —           | —           | 47.22 WR     | الأول    |
| يوهانسون ناسيمينتو | 100 م تي47                  | 10.75    | 1 Q      | —           | —           | 10.79        | الثالث   |
| يوهانسون ناسيمينتو | 400 م تي47                  | DNS      | DNS      | —           | —           | لم يتقدم     | لم يتقدم |
| آلان فونتيليس كاردوسو أوليفيرا                                                                                          | 100 م تي44                  | 11.26    | 4        | —           | —           | لم يتقدم     | لم يتقدم |
| آلان فونتيليس كاردوسو أوليفيرا                                                                                          | 200 م تي 44                 | 22.63    | 5        | —           | —           | لم يتقدم     | لم يتقدم |
| آلان فونتيليس كاردوسو أوليفيرا                                                                                          | 400 م تي 44                 | DNS      | DNS      | —           | —           | لم يتقدم     | لم يتقدم |
| ريكاردو كوستا دي أوليفيرا المرشد: سيليو ميغيل دا سيلفا                                                                  | 100 م تي 11                 | 11.66    | 2 q      | 11.44       | 2           | لم يتقدم     | لم يتقدم |
| باولو بيريرا | 100 م تي37                  | 12.23    | 7        | —           | —           | لم يتقدم     | لم يتقدم |
| باولو بيريرا | 400 م تي37                  | 54.36    | 4        | —           | —           | 54.67        | 5        |
| إدسون بينهيرو | 100 م تي38                  | 11.32    | 2 Q      | —           | —           | 11.26        | الثالث   |
| لوكاس برادو المرشد: أداوتو غالدينو ريكاردو                                                                              | 100 م تي 11                 | 11.64    | 2 q      | DNS         | DNS         | لم يتقدم     | لم يتقدم |
| لوكاس برادو المرشد: أداوتو غالدينو ريكاردو                                                                              | 200 م تي 11                 | DNS      | DNS      | —           | —           | لم يتقدم     | لم يتقدم |
| لوكاس برادو المرشد: أداوتو غالدينو ريكاردو                                                                              | 400 م تي 11                 | DNS      | DNS      | —           | —           | لم يتقدم     | لم يتقدم |
| أودير سانتوس | 1500 م تي11                 | 4:05.34  | 2 q      | —           | —           | 4:03.85      | الثاني   |
| أودير سانتوس | 5000 م تي11                 | —        | —        | —           | —           | 15:17.55     | الثاني   |
| خوليو سيزار أغريبينو دوس سانتوس                                                                                         | 1500 م تي13                 | —        | —        | —           | —           | 4:00.61      | 12       |
| خوليو سيزار أغريبينو دوس سانتوس                                                                                         | 5000 م تي13                 | —        | —        | —           | —           | DNF          | DNF      |
| بيتروسيو فيريرا دوس سانتوس                                                                                              | 100 م تي47                  | 10.67 WR | 1 Q      | —           | —           | 10.57 WR     | الأول    |
| بيتروسيو فيريرا دوس سانتوس                                                                                              | 400 م تي47                  | 49.96    | 1 Q      | —           | —           | 48.87        | الثاني   |
| دانيال سيلفا المرشد: هيتور دي أوليفيرا سيلز                                                                             | 200 م تي11                  | 23.39    | 1 Q      | 23.01       | 2 q         | 23.04        | الثالث   |
| دانيال سيلفا المرشد: هيتور دي أوليفيرا سيلز                                                                             | 400 م تي11                  | 51.96    | 1 Q      | —           | —           | 50.93        | 4        |
| آريوسفالدو فيرنانديس دا سيلفا                                                                                           | 100 م تي53                  | 14.69 PR | 1 Q      | —           | —           | 14.88        | 4        |
| آريوسفالدو فيرنانديس دا سيلفا                                                                                           | 400 م تي53                  | DSQ      | DSQ      | —           | —           | لم يتقدم     | لم يتقدم |
| ديوغو واليسون جيرونيمو دا سيلفا                                                                                         | 100 م تي12                  | DSQ      | DSQ      | —           | —           | لم يتقدم     | لم يتقدم |
| ديوغو واليسون جيرونيمو دا سيلفا                                                                                         | 200 م تي 12                 | 23.01    | 3        | لم يتقدم    | لم يتقدم    | لم يتقدم     | لم يتقدم |
| رودريغو باريرا دا سيلفا                                                                                                 | 100 م تي 36                 | —        | —        | —           | —           | 12.54 RR     | الثالث   |
| أليكس دوغلاس بيريس دا سيلفا                                                                                             | ماراثون تي 46               | —        | —        | —           | —           | DNF          | DNF      |
| كيسلي تيودورو | 100 م تي 13                 | 11.10    | 4 q      | —           | —           | 11.00        | 4        |
| كيسلي تيودورو | 400 م تي 13                 | 53.27    | 4        | —           | —           | لم يتقدم     | لم يتقدم |
| غوستافو هنريكي أراوخو فيليبي غوميز ريكاردو كوستا دي أوليفيرا دانيال سيلفا ديوغو واليسون جيرونيمو دا سيلفا كيسلي تيودورو | تتابع 4 × 100 م تي 11-تي 13 | 42.69 RR | 1 Q      | —           | —           | 42.37 PR, RR | الأول    |
| ريناتو نونيس دا كروز يوهانسون ناسيمينتو آلان فونتيليس كاردوسو أوليفيرا بيتروسيو فيريرا دوس سانتوس                       | تتابع 4 × 100 م تي42-تي47   | —        | —        | —           | —           | 42.04        | الثاني   |

منافسات الميدان رجال
| الرياضي                          | المسابقة           | العلامة      | الترتيب |
| -------------------------------- | ------------------ | ------------ | ------- |
| ماتيوس إيفانجيليستا كاردوسو      | الوثب الطويل تي37  | 6.53 RR      | الثاني  |
| مارسيو ليتي                      | رمي القرص إف11     | 34.71        | 5       |
| سيسيرو نوبري                     | رمي الرمح إف56-57  | 42,90 RR     | 4       |
| ريكاردو نونيس                    | رمي الجلة إف 54-55 | DNS          | DNS     |
| ريكاردو كوستا دي أوليفيرا        | الوثب الطويل تي11  | 6.52         | الأول   |
| كايو فينيسيوس دا سيلفا بيريرا    | رمي الجلة إف11-12  | 15.23        | 5       |
| إدسون بينهيرو                    | الوثب الطويل تي38  | 4.89         | 8       |
| فلافيو رايتز                     | الوثب العالي تي42  | 1.71         | 9       |
| خوسيه رودريغيس                   | رمي الرمح إف53-54  | 23.41        | 4       |
| والاس سانتوس                     | رمي الجلة إف54-55  | 9.19         | 10      |
| جوناثان دي سوزا سانتوس           | رمي الجلة إف 41    | 11.71        | 4       |
| كلوديني باتيستا دوس سانتوس       | رمي القرص إف 56    | 45.33 PR, RR | الأول   |
| كلوديني باتيستا دوس سانتوس       | رمي الرمح إف56-57  | 42.74 WR     | 5       |
| جيوساه بيسيرا دوس سانتوس         | الوثب العالي تي 44 | 1.85         | 6       |
| تياغو باولينو دوس سانتوس         | رمي الجلة إف 56-57 | 13.92        | 5       |
| إيديفالدو سيلفا                  | رمي الرمح إف 42-44 | 53.74        | 7       |
| أليساندرو رودريغو سيلفا          | رمي الجلة إف 11-12 | 12.43        | 10      |
| أليساندرو رودريغو سيلفا          | رمي القرص إف 11    | 43.06 PR     | الأول   |
| جوا فيكتور تيكسيرا دي سوزا سيلفا | رمي الجلة إف 37    | 13.54 RR     | 5       |
| جوا فيكتور تيكسيرا دي سوزا سيلفا | رمي القرص إف37     | 45.10        | 7       |
| رودريغو باريرا دا سيلفا          | الوثب الطويل تي36  | 5.62 PR، RR  | الثاني  |
| ماورو إيفاريستو دي سوسا          | رمي الجلة إف42     | 13.59 RR     | 4       |

منافسات المضمار للنساء
| الرياضية                                                                                                | المسابقة                  | المجموعات    | المجموعات | نصف النهائي | نصف النهائي | النهائي    | النهائي  |
| الرياضية                                                                                                | المسابقة                  | التوقيت      | الترتيب   | التوقيت     | الترتيب     | التوقيت    | الترتيب  |
| --- | ------------------------- | ------------ | --------- | ----------- | ----------- | ---------- | -------- |
| ماريا دي فاتيما فونسيكا شافيس                                                                           | 1500 م تي 54              | 3:37.16      | 8         | —           | —           | لم تتقدم   | لم تتقدم |
| ماريا دي فاتيما فونسيكا شافيس                                                                           | 5000 م تي 54              | 12:08.52     | 7 q       | —           | —           | 12:06.15   | 9        |
| ماريا دي فاتيما فونسيكا شافيس                                                                           | ماراثون تي54              | —            | —         | —           | —           | DNF        | DNF      |
| أليس دي أوليفيرا كوريا المرشدة: ديوغو كاردوسو دا سيلفا                                                  | 100 م تي 12               | 12.31        | 1 Q       | 12.20       | 2 q         | 12.26      | 4        |
| أليس دي أوليفيرا كوريا المرشدة: ديوغو كاردوسو دا سيلفا                                                  | 200 م تي 12               | 25.12        | 3         | —           | —           | لم تتقدم   | لم تتقدم |
| تاسيتا أوليفيرا كروز                                                                                    | 100 م تي36                | 14.53        | 1 Q       | —           | —           | 15.28      | 6        |
| تاسيتا أوليفيرا كروز                                                                                    | 200 م تي36                | 31.39        | 3 Q       | —           | —           | 31.34      | 5        |
| إدنيوسا دي جيسوس سانتوس دورتا                                                                           | ماراثون تي12              | —            | —         | —           | —           | 3:18:38    | الثالث   |
| شيلا فايندر                                                                                             | 100 م تي47                | 13.09        | 3 Q       | —           | —           | 13.27      | 6        |
| تيريزينها غيليرمينا المرشدان: رافائيل لازاريني / رودريغو شيريغاتو                                       | 100 م تي11                | 12.19        | 2 q       | 12.10       | 3 q         | DSQ        | DSQ      |
| تيريزينها غيليرمينا المرشدان: رافائيل لازاريني / رودريغو شيريغاتو                                       | 200 م تي11                | 25.07        | 1 Q       | 24.86       | 1 Q         | DSQ        | DSQ      |
| تيريزينها غيليرمينا المرشدان: رافائيل لازاريني / رودريغو شيريغاتو                                       | 400 م تي11                | 57.87        | 1 Q       | —           | —           | 57.97      | الثالث   |
| فيرونيكا هيبوليتو                                                                                       | 100 م تي38                | 12.84 PR, RR | 1 Q       | —           | —           | 12.88      | الثاني   |
| فيرونيكا هيبوليتو                                                                                       | 400 م تي38                | —            | —         | —           | —           | 1:03.14 RR | الثالث   |
| آلين روشا                                                                                               | 1500 م تي54               | 3:30.40      | 6 q       | —           | —           | 3:27.61    | 9        |
| آلين روشا                                                                                               | 5000 م تي54               | 12:16.03     | 5         | —           | —           | لم تتقدم   | لم تتقدم |
| آلين روشا                                                                                               | ماراثون تي 54             | —            | —         | —           | —           | 1:43:01    | 10       |
| ثاليتا فيتوريا سيمبليسيو دا سيلفا المرشد: فيليبي فيلوسو                                                 | 400 م تي11                | 58.71        | 1 Q       | —           | —           | DSQ        | DSQ      |
| جيروسا غيبر سانتوس المرشد: غيليرمي سواريس دي سانتانا                                                    | 100 م تي11                | 12.34        | 1 Q       | 12.23       | 2           | لم تتقدم   | لم تتقدم |
| جيروسا غيبر سانتوس المرشد: غيليرمي سواريس دي سانتانا                                                    | 200 م تي11                | 26.60        | 1 Q       | 25.76       | 3           | لم تتقدم   | لم تتقدم |
| جينيفر سانتوس                                                                                           | 100 م تي38                | 13.62        | 4 q       | —           | —           | 13.61      | 8        |
| جوليا سانتوس المرشد: جوستينو سانتوس                                                                     | 200 م تي11                | 26.59        | 2 Q       | 26.42       | 3           | لم تتقدم   | لم تتقدم |
| تيريزينها دي جيسوس كوريا دوس سانتوس                                                                     | 100 م تي47                | 12.86        | 3 Q       | —           | —           | 12.84      | الثالث   |
| تيريزينها دي جيسوس كوريا دوس سانتوس                                                                     | 200 م تي47                | DNS          | DNS       | —           | —           | لم تتقدم   | لم تتقدم |
| تيريزينها دي جيسوس كوريا دوس سانتوس                                                                     | 400 م تي47                | 1:01.88      | 2 Q       | —           | —           | DNS        | DNS      |
| آنا كلاوديا ماريا دا سيلفا                                                                              | 100 م تي 42               | 16.42        | 3 Q       | —           | —           | 16.43      | 4        |
| لورينا سالفاتيني سبولادوري المرشد: ريناتو بين هور أوليفيرا                                              | 100 م تي11                | 12.49        | 1 Q       | 12.38       | 3           | لم تتقدم   | لم تتقدم |
| لورينا سالفاتيني سبولادوري المرشد: ريناتو بين هور أوليفيرا                                              | 400 م تي11                | DNS          | DNS       | —           | —           | لم تتقدم   | لم تتقدم |
| ريناتا بازوني تيكسيرا المرشد: فيرناندو ريبيرو جونيور                                                    | 1500 م تي11               | 5:06.09      | 3 q       | —           | —           | 5:01.75    | 4        |
| أليس دي أوليفيرا كوريا تيريزينها غيليرمينا لورينا سالفاتيني سبولادوري ثاليتا فيتوريا سيمبليسيو دا سيلفا | تتابع 4 × 100 م تي11-تي13 | —            | —         | —           | —           | 47.57 RR   | الثاني   |

منافسات الميدان للنساء
| الرياضية                          | المسابقة           | الإنجاز  | الترتيب |
| --------------------------------- | ------------------ | -------- | ------- |
| إيزابيلا كامبوس                   | رمي الجلة إف11-12  | 10.11    | 11      |
| إيزابيلا كامبوس                   | رمي القرص إف11     | 32.60    | الثالث  |
| شيلا فايندر                       | الوثب الطويل تي47  | 5.00     | 9       |
| شيرلين كويلهو                     | رمي الجلة إف37     | 10.91 RR | 4       |
| شيرلين كويلهو                     | رمي القرص إف37-38  | 33.91 RR | الثاني  |
| شيرلين كويلهو                     | رمي الرمح إف37     | 37.57    | الأول   |
| فيرونيكا هيبوليتو                 | الوثب الطويل تي 38 | 4.37     | 8       |
| بوليانا جيسوس                     | رمي الجلة إف54     | 5.70     | 6       |
| بوليانا جيسوس                     | رمي الرمح إف53-54  | 13.96    | 5       |
| رايسا روشا ماشادو                 | رمي الرمح إف55-56  | 18.57    | 6       |
| ماريفانا أوليفيرا                 | رمي الجلة إف35     | 9.28 RR  | الثالث  |
| سيلفانيا كوستا دي أوليفيرا        | الوثب الطويل تي11  | 4.98     | الأول   |
| كيلي كريستينا بيكسوتو             | رمي الجلة إف41     | 7.94 RR  | 5       |
| rowspan="2"روزيان سانتوس          | رمي الجلة إف56-57  | 8.36     | 7       |
| رمي القرص إف56-57                 | 25.16              | 7        |         |
| ثاليتا فيتوريا سيمبليسيو دا سيلفا | الوثب الطويل تي11  | 4.54     | 5       |
| آنا كلاوديا ماريا دا سيلفا        | الوثب الطويل تي42  | 3.62     | 5       |
| جينيفر سانتوس                     | الوثب الطويل تي 38 | 4.43     | 7       |
| لورينا سالفاتيني سبولادوري        | الوثب الطويل تي11  | 4.71     | الثالث  |

## البوتشيا
تأهلت البرازيل للألعاب البارالمبية الصيفية 2016 في هذه الرياضة بعد إنجازها في منافسات الزوجي بي سي 3 في بطولة الأمريكتين للأزواج والفرق 2015 بيسفيد التي استضافتها مونتريال. حصلت البرازيل على الميدالية الذهبية على حساب كندا أصحاب الفضية، وكولومبيا أصحاب الميدالية البرونزية.
شارك ديرسيو بينتو في ألعاب ريو باعتباره حامل لقب الميدالية الذهبية في منافسات فردي بي سي 4 وزوجي بي سي 4 في دورتي 2008 و2012.
فردي
| الرياضي             | المسابقة          | مباريات المجموعة                         | مباريات المجموعة                           | مباريات المجموعة                          | مباريات المجموعة | ربع النهائي                               | نصف النهائي     | النهائي / م.ب   | النهائي / م.ب |
| الرياضي             | المسابقة          | المنافس النتيجة                          | المنافس النتيجة                            | المنافس النتيجة                           | الترتيب          | المنافس النتيجة                           | المنافس النتيجة | المنافس النتيجة | الترتيب       |
| ------------------- | ----------------- | ---------------------------------------- | ------------------------------------------ | ----------------------------------------- | ---------------- | ----------------------------------------- | --------------- | --------------- | ------------- |
| خوسيه كارلوس شاغاس  | فردي مختلط بي سي1 | سون كاي (الصين) · فوز 3–2                | يوريكو فوجي (اليابان) · فوز 5–1            | باتايا تادتونغ (تايلاند) · خسارة 1–8      | 2 Q              | أنطونيو ماركيس (البرتغال) · خسارة 3–4     | لم يتقدم        | لم يتقدم        | 6             |
| لوكاس دي أراوخو     | فردي مختلط بي سي2 | أبيليو فالينتي (البرتغال) · خسارة 1–4    | تشونغ كاي (الصين) · فوز 9–0                | —                                         | 2                | لم يتقدم                                  | لم يتقدم        | لم يتقدم        | 10            |
| ماسيل سانتوس        | فردي مختلط بي سي2 | سيباستيان غونزاليس (الأرجنتين) · فوز 7–2 | جيونغ سو يونغ (كوريا الجنوبية) · خسارة 3–4 | —                                         | 2                | لم يتقدم                                  | لم يتقدم        | لم يتقدم        | 11            |
| أنطونيو ليمي        | فردي مختلط بي سي3 | تو سز نينغ (سنغافورة) · خسارة 2–6        | ماريا بيورستروم (السويد) · خسارة 0–5       | —                                         | 3                | لم يتقدم                                  | لم يتقدم        | لم يتقدم        | 23            |
| إيفيلين دي أوليفيرا | فردي مختلط بي سي3 | كاميل فاسيسيك (جمهورية التشيك) · فوز 6–1 | أرماندو كوستا (البرتغال) · فوز 6–1         | —                                         | 1 Q              | جيونغ هو وون (كوريا الجنوبية) · خسارة 0–6 | لم تتقدم        | لم تتقدم        | 7             |
| ديرسيو بينتو        | فردي مختلط بي سي4 | لاو واي يان (هونغ كونغ) · خسارة 2–9      | بيدرو كلارا (البرتغال) · خسارة 5–6         | ستيفن ماغواير (بريطانيا العظمى) · فوز 6–2 | 4                | لم يتقدم                                  | لم يتقدم        | لم يتقدم        | 13            |
| إليسيو دوس سانتوس   | فردي مختلط بي سي4 | كيران ستير (بريطانيا العظمى) · فوز 10–0  | صاموئيل أندريجسيك (سلوفاكيا) · خسارة 1–7   | بورنشوك لاربين (تايلاند) · خسارة 2–5      | 3                | لم يتقدم                                  | لم يتقدم        | لم يتقدم        | 10            |

منافسات الزوجي والفرق
| الرياضي                                                        | المسابقة            | مباريات المجموعة          | مباريات المجموعة          | مباريات المجموعة                 | مباريات المجموعة | ربع النهائي                | نصف النهائي                     | النهائي / م.ب                  | النهائي / م.ب |
| الرياضي                                                        | المسابقة            | المنافس النتيجة           | المنافس النتيجة           | المنافس النتيجة                  | الترتيب          | المنافس النتيجة            | المنافس النتيجة                 | المنافس النتيجة                | الترتيب       |
| -------------------------------------------------------------- | ------------------- | ------------------------- | ------------------------- | -------------------------------- | ---------------- | -------------------------- | ------------------------------- | ------------------------------ | ------------- |
| لوكاس دي أراوخو غيليرمي مورايس خوسيه كارلوس شاغاس ماسيل سانتوس | فريق مختلط بي سي1-2 | هونغ كونغ (HKG) · فوز 5–4 | إسبانيا (ESP) · فوز 8–1   | —                                | 1 Q              | البرتغال (POR) · خسارة 5–6 | لم يتقدموا                      | لم يتقدموا                     | 6             |
| أنطونيو ليمي إيفيلين دي أوليفيرا إيفاني سواريس دا سيلفا        | أزواج مختلطة بي سي3 | بلجيكا (BEL) · فوز 4–2    | كندا (CAN) · فوز 11–2     | كوريا الجنوبية (KOR) · خسارة 1–4 | 2 Q              | —                          | سنغافورة (SIN) · فوز 6–2        | كوريا الجنوبية (KOR) · فوز 5–2 | الأول         |
| ديرسيو بينتو إليسيو دوس سانتوس مارسيلو دوس سانتوس              | أزواج مختلطة بي سي4 | كندا (CAN) · فوز 4–3      | تايلاند (THA) · خسارة 2–4 | الصين (CHN) · فوز 4–4 TBW        | 2 Q              | —                          | بريطانيا العظمى (GBR) · فوز 4–2 | سلوفاكيا (SVK) · خسارة 2–4     | الثاني        |

## ركوب الدراجات

### الطريق
| الرياضي                                | المسابقة                        | التوقيت  | الترتيب |
| -------------------------------------- | ------------------------------- | -------- | ------- |
| لاورو سيزار شامان                      | سباق الطريق رجال سي4-5          | 2:13.46  | الثاني  |
| لاورو سيزار شامان                      | سباق ضد الساعة فردي رجال سي5    | 37:37.43 | الثالث  |
| سوليتو غور                             | سباق الطريق رجال سي4-5          | 2:24.25  | 14      |
| سوليتو غور                             | سباق ضد الساعة فردي رجال سي5    | 40:49.70 | 9       |
| مارسيا فانهاني المُساعدة: ماريان فيريرا | سباق الطريق نساء بي             | 2:29.15  | 15      |
| مارسيا فانهاني المُساعدة: ماريان فيريرا | سباق ضد الساعة فردي نساء بي     | 48:00.36 | 16      |
| جادي مارتينز مالافازي                  | سباق الطريق نساء إتش1-4         | 1:27.19  | 10      |
| جادي مارتينز مالافازي                  | سباق ضد الساعة فردي نساء إتش1-3 | 35:33.29 | 6       |

### المضمار
| الرياضي                                | المسابقة                           | التصفيات | التصفيات | النهائي       | النهائي  |
| الرياضي                                | المسابقة                           | الزمن    | الترتيب  | المنافس الزمن | الترتيب  |
| -------------------------------------- | ---------------------------------- | -------- | -------- | ------------- | -------- |
| لاورو سيزار شامان                      | سباق المطاردة فردي رجال سي5        | 4:41.697 | 4 Q      | 4:43.257      | 4        |
| لاورو سيزار شامان                      | سباق ضد الساعة فردي رجال سي4-5     | —        | —        | 1:09.423      | 12       |
| سوليتو غور                             | سباق المطاردة فردي رجال سي5        | 4:58.969 | 9        | لم يتقدم      | لم يتقدم |
| سوليتو غور                             | سباق ضد الساعة فردي رجال سي4-5     | —        | —        | 1:13.425      | 18       |
| مارسيا فانهاني المُساعدة: ماريان فيريرا | سباق المطاردة فردي نساء بي         | 4:10.058 | 13       | لم تتقدم      | لم تتقدم |
| مارسيا فانهاني المُساعدة: ماريان فيريرا | سباق مطاردة ضد الساعة فردي نساء بي | —        | —        | 1:22.354      | 13       |

## الفروسية
الفردي
| الرياضي                       | الحصان     | المسابقة                             | المجموع | المجموع |
| الرياضي                       | الحصان     | المسابقة                             | النتيجة | الترتيب |
| ----------------------------- | ---------- | ------------------------------------ | ------- | ------- |
| فيرا لوسيا مارتينز مازيلي     | بالانتين   | اختبار البطولة الفردي الدرجة 1أ      | 67.130  | 18      |
| سيرخيو فرويس ريبيرو دي أوليفا | كوكو شانيل | اختبار البطولة الفردي الدرجة 1أ      | 73.826  | الثالث  |
| سيرخيو فرويس ريبيرو دي أوليفا | كوكو شانيل | اختبار الحركة الحرة الفردي الدرجة 1أ | 75.150  | الثالث  |
| ماركوس فيرنانديس ألفيس        | فلاديمير   | اختبار البطولة الفردي الدرجة 1ب      | 68.897  | 6       |
| ماركوس فيرنانديس ألفيس        | فلاديمير   | اختبار الحركة الحرة الفردي الدرجة 1ب | 67.700  | 7       |
| رودولفو ريسكالا               | وارين      | اختبار البطولة الفردي الدرجة الثالثة | 68.366  | 10      |

الفريق
| الرياضي                       | الحصان     | المسابقة      | النتيجة الفردية | النتيجة الفردية | النتيجة الفردية | المجموع | المجموع |
| الرياضي                       | الحصان     | المسابقة      | TT              | CT              | المجموع         | النتيجة | الترتيب |
| ----------------------------- | ---------- | ------------- | --------------- | --------------- | --------------- | ------- | ------- |
| ماركوس فيرنانديس ألفيس        | انظر أعلاه | منافسات الفرق | 66.840          | 68.897          | 135.737         | 418.693 | 7       |
| فيرا لوسيا مارتينز مازيلي     | انظر أعلاه | منافسات الفرق | 68.913          | 67.130          | 136.043         | 418.693 | 7       |
| سيرخيو فرويس ريبيرو دي أوليفا | انظر أعلاه | منافسات الفرق | 73.087          | 73.826          | 146.913         | 418.693 | 7       |
| رودولفو ريسكالا               | انظر أعلاه | منافسات الفرق | 66.737          | 68.366          | 135.103 #       | 418.693 | 7       |

# نتيجة مُهملة.

## كرة القدم الخماسية
تأهلت البرازيل بشكل مباشر إلى منافسات كرة القدم الخماسية للمكفوفين باعتبارها الدولة المضيفة للألعاب. كما ضمنوا مسبقا التأهل بعد فوزهم ببطولة العالم لكرة القدم للمكفوفين لسنة 2014، والتي نُظمت في طوكيو باليابان. لو أن البرازيل لم تتأهل للسببين الماضيين، كانت ستضمن المشاركة أيضا بعد فوزهم بالمركز الأول خلال الألعاب البارا أمريكية 2015 في تورنتو بكندا، وهذه البطولة هي التصفيات الإقليمية لمنافسات كرة القدم الخماسية.
فيما يلي تشكيلة المنتخب البرازيلي لكرة القدم الخماسية خلال هذه الدورة البارالمبية.
| ر. | م. | اللاعب                | الفئة | تاريخ الميلاد (العمر)     |
| -- | -- | --------------------- | ----- | ------------------------- |
| 1  | GK | لوان دي لاسيردا       | مُبصر  | 6 يناير 1993 (العمر 23)   |
| 3  | DF | كاسيو لوبيز دي رييس   | بي 1 ‏ | 15 مايو 1989 (العمر 27)   |
| 5  | DF | دامياو روبسون         | بي 1 ‏ | 28 ديسمبر 1974 (العمر 41) |
| 6  | FW | تياغو دا سيلفا        | بي 1 ‏ | 28 سبتمبر 1995 (العمر 20) |
| 7  | MF | جيفيرسون دي كونسيساو  | بي 1 ‏ | 5 أكتوبر 1989 (العمر 26)  |
| 8  | FW | رايموندو نوناتو ألفيش | بي 1 ‏ | 19 أغسطس 1987 (العمر 29)  |
| 9  | MF | فيليبي ماركوس         | بي 1 ‏ | 14 أكتوبر 1981 (العمر 34) |
| 10 | MF | ريكاردو ألفيش         | بي 1 ‏ | 15 ديسمبر 1988 (العمر 27) |
| 11 | DF | دومبو ماوريسيو        | بي 1 ‏ | 25 ديسمبر 1989 (العمر 26) |
| 12 | GK | فينيسيوس ترانشيزي     | مُبصر  | 1 أغسطس 1993 (العمر 23)   |

دور المجموعات
| م | الفريق       | لعب | ف | ت | خ | أ.له | أ.ع | أ.ف | نقاط | التأهل                               |
| - | ------------ | --- | - | - | - | ---- | --- | --- | ---- | ------------------------------------ |
| 1 | البرازيل (H) | 3   | 2 | 1 | 0 | 5    | 1   | +4  | 7    | نصف النهائي                          |
| 2 | إيران        | 3   | 1 | 2 | 0 | 2    | 0   | +2  | 5    | نصف النهائي                          |
| 3 | تركيا        | 3   | 0 | 2 | 1 | 1    | 3   | −2  | 2    | مباراة تحديد المركزين الخامس والسادس |
| 4 | المغرب       | 3   | 0 | 1 | 2 | 2    | 6   | −4  | 1    | مباراة تحديد المركزين السابع والثامن |

| البرازيل                                    | 3–1   | المغرب   |
| ------------------------------------------- | ----- | -------- |
| - ريكاردينيو 31' - جيفينيو 36' - نوناتو 36' | تقرير | حطاب 13' |

| البرازيل                                 | 2–0   | تركيا |
| ---------------------------------------- | ----- | ----- |
| - ريكاردينيو 13' - كاسيو 37' (ضربة جزاء) | تقرير |       |

| البرازيل | 0–0   | إيران |
| -------- | ----- | ----- |
|          | تقرير |       |

نصف النهائي
| البرازيل         | 2–1   | الصين    |
| ---------------- | ----- | -------- |
| جيفينيو 20'، 30' | تقرير | وانغ 14' |

مباراة الميدالية الذهبية
| البرازيل       | 1–0   | إيران |
| -------------- | ----- | ----- |
| ريكاردينيو 12' | تقرير |       |

## كرة القدم السباعية

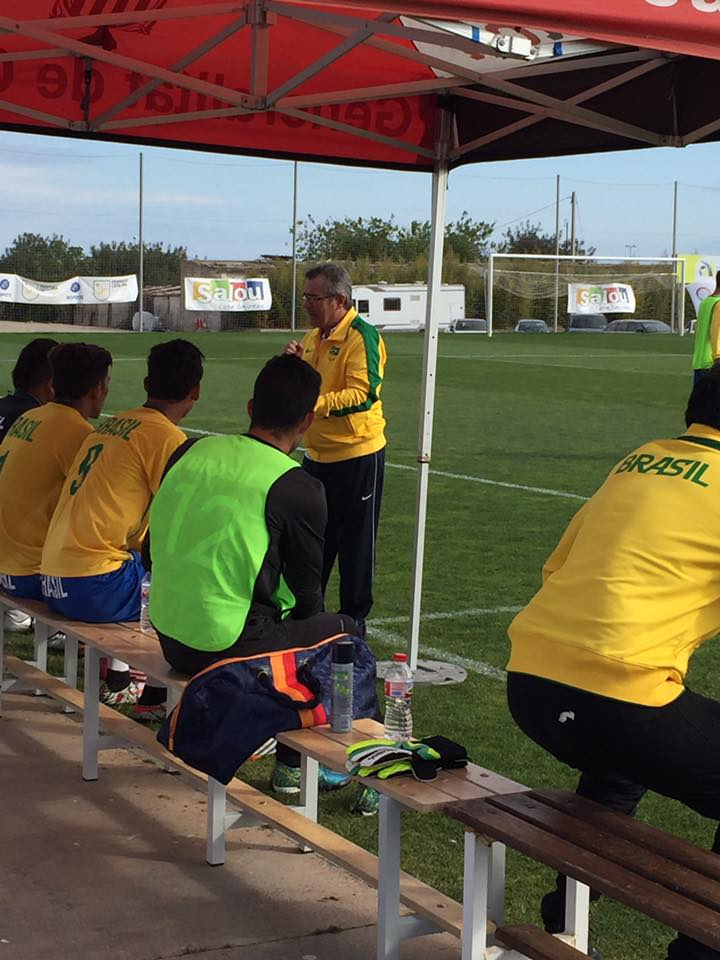
لاعبي منتخب البرازيل في استراحة ما بين الشوطين في مباراة تحضيرية في سالو في إسبانيا.

تأهلت البرازيل لمنافسات كرة القدم السباعية بشكل مباشر كونها الدولة المستضيفة للدورة. خلال بطولة كأس العالم 2015، أتت البرازيل في المركز الثالث، وكان يان فرانسيسكو بريتو دا كوستا أبرز لاعب في المنتخب.
أُجريت قرعة منافسات كرة القدم السباعية في السادس من مايو خلال دورة تحضيرية بارالمبية أُجريت في سالو في إسبانيا. أتت البرازيل في المجموعة الأولى إلى جانب أوكرانيا وبريطانيا العظمى وآيرلندا. خلال هذه الدورة التحضيرية، شارك 7 منتخبات من أصل 8 تأهلوا للمشاركة في دورة الألعاب البارالمبية بريو دي جانيرو، وقد كانت هذه الدورة آخر بطولة إعدادية مهمة قبل الألعاب. أنهت البرازيل البطولة في المركز الثاني، بعد خسارتها أمام أوكرانيا بنتيجة 0 - 2 في المباراة النهائية.
قبل البطولة، كانت البرازيل مصنفة في المركز الثالث عالميا.
| 0#0 | مركز | اللاعب                            | الفئة   | تاريخ الميلاد والعمر       | النادي        |
| --- | ---- | --------------------------------- | ------- | -------------------------- | ------------- |
| 1   | GK   | ماركوس دوس سانتوس فيريرا (القائد) | إف تي 7 | يوليو 4, 1978 (العمر 38)   | كايرا         |
| 2   | DF   | جوناتاس سانتوس ماشادو             | إف تي 7 | أكتوبر 25, 1992 (العمر 23) | فاسكو دي غاما |
| 3   | DF   | فيرنانديس ألفيس فييرا             | إف تي 7 | سبتمبر 6, 1979 (العمر 37)  | فاسكو دي غاما |
| 4   | FW   | خوسيه كارلوس مونتيرو غيمارايس     | إف تي 6 | مايو 22, 1978 (العمر 38)   | أنديف         |
| 5   | DF   | دييغو ديلغادو دا سيلفا            | إف تي 7 | مارس 4, 1996 (العمر 20)    | فاسكو دي غاما |
| 6   | DF   | فابريزيو ناسيمينتو دي أوليفيرا    | إف تي 7 | يناير 17, 1996 (العمر 20)  | كايرا         |
| 7   | DF   | إيغور روميرو روتشا                | إف تي 7 | فبراير 16, 1996 (العمر 20) | فاسكو دي غاما |
| 8   | MF   | هودسون دو كارمو                   | إف تي 7 | أكتوبر 5, 1996 (العمر 19)  | فاسكو دي غاما |
| 9   | FW   | ويسلي مارتينس دي سوزا             | إف تي 5 | أكتوبر 3, 1989 (العمر 26)  | كايرا         |
| 10  | FW   | واندرسون سيلفا دي أوليفيرا        | إف تي 8 | أغسطس 27, 1987 (العمر 29)  | أنديف         |
| 11  | MF   | لياندرو غونسالفيس دو أمارال       | إف تي 7 | أبريل 1, 1993 (العمر 23)   | كايرا         |
| 12  | GK   | غيلفانو دينيز دا سيلفا            | إف تي 7 | مارس 27, 1984 (العمر 32)   | فاسكو دي غاما |
| 13  | MF   | مايكون فيريرا دي ألميدا           | إف تي 7 | مارس 1, 1990 (العمر 26)    | كايرا         |
| 14  | DF   | فيليبي رافاييل دا سيلفا غوميس     | إف تي 8 | يونيو 21, 1994 (العمر 22)  | فاسكو دي غاما |

دور المجموعات
| م | الفريق          | لعب | ف | ت | خ | أ.له | أ.ع | أ.ف | نقاط | التأهل                                |
| - | --------------- | --- | - | - | - | ---- | --- | --- | ---- | ------------------------------------- |
| 1 | أوكرانيا        | 3   | 3 | 0 | 0 | 10   | 2   | +8  | 9    | نصف النهائي ‏                          |
| 2 | البرازيل (H)    | 3   | 2 | 0 | 1 | 10   | 4   | +6  | 6    | نصف النهائي ‏                          |
| 3 | بريطانيا العظمى | 3   | 1 | 0 | 2 | 7    | 5   | +2  | 3    | مباراة تحديد المركزين الخامس والسادس ‏ |
| 4 | جزيرة أيرلندا   | 3   | 0 | 0 | 3 | 2    | 18  | −16 | 0    | مباراة تحديد المركزين السابع والثامن ‏ |

| البرازيل                      | 2–1   | بريطانيا العظمى |
| ----------------------------- | ----- | --------------- |
| - لياندرينيو 10' - مايكون 22' | تقرير | بورشر 33'       |

| جزيرة أيرلندا | 1–7   | البرازيل                                                                 |
| ------------- | ----- | ------------------------------------------------------------------------ |
| شيريدان 50'   | تقرير | - واندرسون 5'، 49' - لياندرينيو 17'، 53' - دييغو 20' - فابريزيو 34'، 41' |

| أوكرانيا                         | 2–1   | البرازيل  |
| -------------------------------- | ----- | --------- |
| - كراسيلنيكوف 7' - كهرمانيان 24' | تقرير | ويسلي 59' |

نصف النهائي
| إيران                                               | 5–0   | البرازيل |
| --------------------------------------------------- | ----- | -------- |
| - أتاشافروز 14' - جمالي 30'، 37'، 53' - تيز بور 48' | تقرير |          |

مباراة الميدالية البرونزية
| هولندا     | 1–3   | البرازيل                |
| ---------- | ----- | ----------------------- |
| شويترت 54' | تقرير | لياندرينيو 1'، 49'، 56' |

## كرة الهدف
ملخص المشاركة
| المنتخب                | المسابقة     | دور المجموعات          | دور المجموعات | دور المجموعات  | دور المجموعات  | دور المجموعات | ربع النهائي     | نصف النهائي             | النهائي / م.ب / م.ت                               | النهائي / م.ب / م.ت |
| المنتخب                | المسابقة     | الخصم النتيجة          | الخصم النتيجة | الخصم النتيجة  | الخصم النتيجة  | الترتيب       | الخصم النتيجة   | الخصم النتيجة           | الخصم النتيجة                                     | الترتيب             |
| ---------------------- | ------------ | ---------------------- | ------------- | -------------- | -------------- | ------------- | --------------- | ----------------------- | ------------------------------------------------- | ------------------- |
| منتخب البرازيل للرجال ‏ | بطولة النساء | السويد ف 9–6           | كندا ف 11–3   | الجزائر ف 12–2 | ألمانيا ف 10–4 | 1 Q           | الصين ف 10–3    | الولايات المتحدة خ 1–10 | مباراة الميدالية البرونزية السويد ف 6–5           | الثالث              |
| منتخب البرازيل للنساء ‏ | بطولة النساء | الولايات المتحدة ف 7–3 | اليابان خ 1–2 | إسرائيل ف 7–2  | الجزائر ف 10–0 | 1 Q           | أوكرانيا ف 10–0 | الصين خ 3–4             | مباراة الميدالية البرونزية الولايات المتحدة خ 2–3 | 4                   |

### الرجال
يُعد روماريو دييغو ماركيز واحدا من أبرز لاعبي منتخب البرازيل لكرة الهدف ‏. من المتوقع أن يكون ضمن التشكيلة المشاركة في ريو دي جانيرو مرة أخرى، بعد أن كان ضمن الفريق المتوج بالميدالية الفضية خلال الألعاب البارالمبية الصيفية 2012، وأيضا الفريق المتوج بالميدالية الذهبية خلال بطولة العالم لكرة الهدف لسنة 2014. كانت البرازيل ستضمن المشاركة في هذه المنافسة حتى لو لم تكن البلد المضيف، وذلك باعتبارها بطلة بطولة العالم لكرة الهدف 2014. قبل بداية البطولة، كان المنتخب البرازيلي مُصنفا في المركز الخامس على مستوى العالم.
فيما يلي قائمة منتخب البرازيل في بطولة كرة الهدف للرجال في الألعاب البارالمبية الصيفية 2016.
| رقم | اللاعب                 | الفئة | تاريخ الميلاد (العمر)     |
| --- | ---------------------- | ----- | ------------------------- |
| 1   | جوزيه روبيرتو أوليفيرا | بي 1  | 2 أبريل 1981 (العمر 35)   |
| 2   | أليكس دي ميلو          | بي 2  | 10 ديسمبر 1994 (العمر 21) |
| 3   | أليكسندر سيلينتي       | بي 1  | 21 ديسمبر 1980 (العمر 35) |
| 4   | ليومون مورينو          | بي 1  | 21 أغسطس 1993 (العمر 23)  |
| 5   | جوزيمارسيو سوزا        | بي 3  | 8 سبتمبر 1995 (العمر 21)  |
| 6   | روماريو ماركيز         | بي 1  | 20 يوليو 1989 (العمر 27)  |

دور المجموعات
| م | الفريق       | لعب | ف | ت | خ | أ.له | أ.ع | أ.ف | نقاط | التأهل      |
| - | ------------ | --- | - | - | - | ---- | --- | --- | ---- | ----------- |
| 1 | البرازيل (H) | 4   | 4 | 0 | 0 | 42   | 15  | +27 | 12   | ربع النهائي |
| 2 | السويد       | 4   | 3 | 0 | 1 | 33   | 23  | +10 | 9    | ربع النهائي |
| 3 | ألمانيا      | 4   | 1 | 0 | 3 | 24   | 26  | −2  | 3    | ربع النهائي |
| 4 | كندا         | 4   | 1 | 0 | 3 | 26   | 39  | −13 | 3    | ربع النهائي |
| 5 | الجزائر      | 4   | 1 | 0 | 3 | 25   | 47  | −22 | 3    |             |

| 8 سبتمبر 2016 09:00 | البرازيل                           | 9–6   | السويد                  | صالة المستقبل، ريو دي جانيرو الحكم: بولنت كيميوني (تركيا)، باتريسيا فراس (سلوفينيا) |
| 8 سبتمبر 2016 09:00 | مورينو 5 سوزا 2 ماركيز 1 سيلينتي 1 | تقرير | بيوركستراند 5 سيريمتي 1 | صالة المستقبل، ريو دي جانيرو الحكم: بولنت كيميوني (تركيا)، باتريسيا فراس (سلوفينيا) |
| 8 سبتمبر 2016 09:00 |                                    |       |                         | صالة المستقبل، ريو دي جانيرو الحكم: بولنت كيميوني (تركيا)، باتريسيا فراس (سلوفينيا) |

| 9 سبتمبر 2016 13:15 | كندا          | 3–11  | البرازيل                                     | صالة المستقبل، ريو دي جانيرو الحكم: باتريسيا فراس (سلوفينيا)، نجيج جاكيك (سلوفينيا) |
| 9 سبتمبر 2016 13:15 | هاش 2 ريبلي 1 | تقرير | ماركيز 4 دي ميلو 3 مورينو 2 سوزا 1 سيلينتي 1 | صالة المستقبل، ريو دي جانيرو الحكم: باتريسيا فراس (سلوفينيا)، نجيج جاكيك (سلوفينيا) |
| 9 سبتمبر 2016 13:15 |               |       |                                              | صالة المستقبل، ريو دي جانيرو الحكم: باتريسيا فراس (سلوفينيا)، نجيج جاكيك (سلوفينيا) |

| 11 سبتمبر 2016 09:00 | البرازيل                           | 12–2  | الجزائر  | صالة المستقبل، ريو دي جانيرو الحكم: ألكسندر كنيشت (ألمانيا)، بولنت كيميوني (تركيا) |
| 11 سبتمبر 2016 09:00 | مورينو 6 ماركيز 3 سوزا 2 سيلينتي 1 | تقرير | مقراني 2 | صالة المستقبل، ريو دي جانيرو الحكم: ألكسندر كنيشت (ألمانيا)، بولنت كيميوني (تركيا) |
| 11 سبتمبر 2016 09:00 |                                    |       |          | صالة المستقبل، ريو دي جانيرو الحكم: ألكسندر كنيشت (ألمانيا)، بولنت كيميوني (تركيا) |

| 13 سبتمبر 2016 10:15 | ألمانيا         | 4–10  | البرازيل                            | صالة المستقبل، ريو دي جانيرو الحكم: رودي جانسين (بلجيكا)، رائيلي سيبورا (فنلندا) |
| 13 سبتمبر 2016 10:15 | فيستل 2 هوراو 2 | تقرير | سوزا 4 مورينو 2 سيلينتي 2 دي ميلو 2 | صالة المستقبل، ريو دي جانيرو الحكم: رودي جانسين (بلجيكا)، رائيلي سيبورا (فنلندا) |
| 13 سبتمبر 2016 10:15 |                 |       |                                     | صالة المستقبل، ريو دي جانيرو الحكم: رودي جانسين (بلجيكا)، رائيلي سيبورا (فنلندا) |

ربع النهائي
| 14 سبتمبر 2016 09:00 | البرازيل        | 10–3  | الصين        | صالة المستقبل، ريو دي جانيرو الحكم: يوشينوري ني (اليابان)، رودي يانسن (بلجيكا) |
| 14 سبتمبر 2016 09:00 | مورينو 8 سوسا 2 | تقرير | شاو 2 يانغ 1 | صالة المستقبل، ريو دي جانيرو الحكم: يوشينوري ني (اليابان)، رودي يانسن (بلجيكا) |
| 14 سبتمبر 2016 09:00 |                 |       |              | صالة المستقبل، ريو دي جانيرو الحكم: يوشينوري ني (اليابان)، رودي يانسن (بلجيكا) |

نصف النهائي
| 15 سبتمبر 2016 13:30 | البرازيل | 1–10  | الولايات المتحدة  | صالة المستقبل، ريو دي جانيرو الحكم: بولنت كيميون (تركيا)، رايلي سيبورا (فنلندا) |
| 15 سبتمبر 2016 13:30 | ماركيز 1 | تقرير | ميرين 9 هاملتون 1 | صالة المستقبل، ريو دي جانيرو الحكم: بولنت كيميون (تركيا)، رايلي سيبورا (فنلندا) |
| 15 سبتمبر 2016 13:30 |          |       |                   | صالة المستقبل، ريو دي جانيرو الحكم: بولنت كيميون (تركيا)، رايلي سيبورا (فنلندا) |

مباراة الميدالية البرونزية
| 16 سبتمبر 2016 15:00 | البرازيل        | 6–5 (و.ت.إ.) | السويد                   | صالة المستقبل، ريو دي جانيرو الحكم: بولنت كيميون (تركيا)، يوشينوري ني (اليابان) |
| 16 سبتمبر 2016 15:00 | مورينو 4 سوزا 2 | تقرير        | بيوركستراند 3 سيريميتي 2 | صالة المستقبل، ريو دي جانيرو الحكم: بولنت كيميون (تركيا)، يوشينوري ني (اليابان) |
| 16 سبتمبر 2016 15:00 |                 |              |                          | صالة المستقبل، ريو دي جانيرو الحكم: بولنت كيميون (تركيا)، يوشينوري ني (اليابان) |

### النساء
تأهل منتخب البرازيل لكرة الهدف للسيدات ‏ إلى ألعاب ريو باعتبارهم البلد المضيف. كانت البرازيل ستضمن المشاركة أيضا حتى لو لم تستضف البطولة كونها حلت ثانية خلال الألعاب البارا أمريكية 2015. بعد انتهاء هذه البطولة، أصبح المنتخب البرازيلي في المركز الثاني عالميا.
فيما يلي قائمة منتخب البرازيل النسوي في بطولة كرة الهدف للنساء في الألعاب البارالمبية الصيفية 2016.
| الرقم | اللاعبة               | الفئة | تاريخ الولادة (العمر)     |
| ----- | --------------------- | ----- | ------------------------- |
| 1     | سيموني روشا           | بي 1  | 3 أغسطس 1976 (العمر 40)   |
| 2     | نيوسيمار سانتوس       | بي 2  | 21 مايو 1981 (العمر 35)   |
| 3     | آنا كارولينا كوستوديو | بي 2  | 23 أبريل 1987 (العمر 29)  |
| 5     | كلاوديا أوليفيرا      | بي 1  | 29 يونيو 1976 (العمر 40)  |
| 7     | غليسي بورتيولي        | بي 2  | 29 يوليو 1983 (العمر 33)  |
| 9     | فيكتوريا أموريم       | بي 1  | 29 نوفمبر 1997 (العمر 18) |

دور المجموعات
| م | الفريق           | لعب | ف | ت | خ | أ.له | أ.ع | أ.ف | نقاط | التأهل      |
| - | ---------------- | --- | - | - | - | ---- | --- | --- | ---- | ----------- |
| 1 | البرازيل (H)     | 4   | 3 | 0 | 1 | 25   | 7   | +18 | 9    | ربع النهائي |
| 2 | الولايات المتحدة | 4   | 3 | 0 | 1 | 25   | 13  | +12 | 9    | ربع النهائي |
| 3 | اليابان          | 4   | 2 | 1 | 1 | 13   | 8   | +5  | 7    | ربع النهائي |
| 4 | إسرائيل          | 4   | 1 | 1 | 2 | 16   | 15  | +1  | 4    | ربع النهائي |
| 5 | الجزائر          | 4   | 0 | 0 | 4 | 1    | 37  | −36 | 0    |             |

| 8 سبتمبر 2016 10:15 | الولايات المتحدة | 3–7   | البرازيل            | صالة المستقبل، ريو دي جانيرو الحكم: جويل بوليه (كندا)، دونا كريستي (كندا) |
| 8 سبتمبر 2016 10:15 | ميلر 2 دينيس 1   | تقرير | أموريم 6 كوستوديو 1 | صالة المستقبل، ريو دي جانيرو الحكم: جويل بوليه (كندا)، دونا كريستي (كندا) |
| 8 سبتمبر 2016 10:15 |                  |       |                     | صالة المستقبل، ريو دي جانيرو الحكم: جويل بوليه (كندا)، دونا كريستي (كندا) |

| 9 سبتمبر 2016 18:45 | البرازيل | 1–2   | اليابان  | صالة المستقبل، ريو دي جانيرو الحكم: رايلي سيبورا (فنلندا)، جويل بوليه (كندا) |
| 9 سبتمبر 2016 18:45 | أموريم 1 | تقرير | أداتشي 2 | صالة المستقبل، ريو دي جانيرو الحكم: رايلي سيبورا (فنلندا)، جويل بوليه (كندا) |
| 9 سبتمبر 2016 18:45 |          |       |          | صالة المستقبل، ريو دي جانيرو الحكم: رايلي سيبورا (فنلندا)، جويل بوليه (كندا) |

| 12 سبتمبر 2016 10:15 | البرازيل            | 7–2   | إسرائيل  | صالة المستقبل، ريو دي جانيرو الحكم: يوشينوري ني (اليابان)، راكيل أجوادو (إسبانيا) |
| 12 سبتمبر 2016 10:15 | أموريم 4 كوستوديو 3 | تقرير | محاميد 2 | صالة المستقبل، ريو دي جانيرو الحكم: يوشينوري ني (اليابان)، راكيل أجوادو (إسبانيا) |
| 12 سبتمبر 2016 10:15 |                     |       |          | صالة المستقبل، ريو دي جانيرو الحكم: يوشينوري ني (اليابان)، راكيل أجوادو (إسبانيا) |

| 13 سبتمبر 2016 11:30 | الجزائر | 0–10  | البرازيل                    | صالة المستقبل، ريو دي جانيرو الحكم: باتريسيا فراس (سلوفينيا)، دونا كريستي (كندا) |
| 13 سبتمبر 2016 11:30 |         | تقرير | أموريم 6 كوستوديو 3 روتشا 1 | صالة المستقبل، ريو دي جانيرو الحكم: باتريسيا فراس (سلوفينيا)، دونا كريستي (كندا) |
| 13 سبتمبر 2016 11:30 |         |       |                             | صالة المستقبل، ريو دي جانيرو الحكم: باتريسيا فراس (سلوفينيا)، دونا كريستي (كندا) |

ربع النهائي
| 14 سبتمبر 2016 10:30 | البرازيل                    | 10–0  | أوكرانيا | صالة المستقبل، ريو دي جانيرو الحكم: داونا كريستي (كندا)، رايلي سيبورا (فنلندا) |
| 14 سبتمبر 2016 10:30 | أموريم 7 كوستوديو 2 روتشا 1 | تقرير |          | صالة المستقبل، ريو دي جانيرو الحكم: داونا كريستي (كندا)، رايلي سيبورا (فنلندا) |
| 14 سبتمبر 2016 10:30 |                             |       |          | صالة المستقبل، ريو دي جانيرو الحكم: داونا كريستي (كندا)، رايلي سيبورا (فنلندا) |

نصف النهائي
| 15 سبتمبر 2016 15:00 | البرازيل            | 3–4   | الصين             | صالة المستقبل، ريو دي جانيرو الحكم: داونا كريستي (كندا)، ألكساندر كنيشت (ألمانيا) |
| 15 سبتمبر 2016 15:00 | كوستوديو 2 أموريم 1 | تقرير | تشين 3 تشانغ و. 1 | صالة المستقبل، ريو دي جانيرو الحكم: داونا كريستي (كندا)، ألكساندر كنيشت (ألمانيا) |
| 15 سبتمبر 2016 15:00 |                     |       |                   | صالة المستقبل، ريو دي جانيرو الحكم: داونا كريستي (كندا)، ألكساندر كنيشت (ألمانيا) |

مباراة الميدالية البرونزية
| 16 سبتمبر 2016 13:30 | البرازيل            | 2–3   | الولايات المتحدة | صالة المستقبل، ريو دي جانيرو الحكم: داونا كريستي (كندا)، راكيل أجوادو (إسبانيا) |
| 16 سبتمبر 2016 13:30 | كوستوديو 1 أموريم 1 | تقرير | أرميستر 3        | صالة المستقبل، ريو دي جانيرو الحكم: داونا كريستي (كندا)، راكيل أجوادو (إسبانيا) |
| 16 سبتمبر 2016 13:30 |                     |       |                  | صالة المستقبل، ريو دي جانيرو الحكم: داونا كريستي (كندا)، راكيل أجوادو (إسبانيا) |

## الجودو
منافسات الرجال
| الرياضي                    | المسابقة     | دور الـ16                                   | ربع النهائي                                      | نصف النهائي                             | الإعادة الجولة الأولى | الإعادة النهائي                                  | النهائي / م.ب                                   | النهائي / م.ب |
| الرياضي                    | المسابقة     | المنافس النتيجة                             | المنافس النتيجة                                  | المنافس النتيجة                         | المنافس النتيجة       | المنافس النتيجة                                  | المنافس النتيجة                                 | الترتيب       |
| -------------------------- | ------------ | ------------------------------------------- | ------------------------------------------------ | --------------------------------------- | --------------------- | ------------------------------------------------ | ----------------------------------------------- | ------------- |
| رايفران ميسكيتا بونتيس     | رجال -60 كغ  | أوغانخو بولورما (منغوليا) · خسارة 000–100   | لم يتقدم                                         | لم يتقدم                                | لم يتقدم              | لم يتقدم                                         | لم يتقدم                                        | لم يتقدم      |
| هاليسون أوليفيرا بوتو      | رجال -66 كغ  | ميغيل فيريرا (البرتغال) · فوز 100–000       | بايرام مصطفاييف (أذربيجان) · خسارة 000–010       | لم يتقدم                                | تأهل مباشر            | بارك جونغسوك (كوريا الجنوبية) · خسارة 000–100    | لم يتقدم                                        | 7             |
| أبنر ناسيمينتو دي أوليفيرا | رجال –73 كغ  | ماوريسيو بريسينيو (فنزويلا) · خسارة 000–100 | لم يتقدم                                         | لم يتقدم                                | لم يتقدم              | لم يتقدم                                         | لم يتقدم                                        | لم يتقدم      |
| هارلي بيريرا               | رجال –81 كغ  | خوسيه إفرون (الأرجنتين) · خسارة 000–100     | لم يتقدم                                         | لم يتقدم                                | لم يتقدم              | لم يتقدم                                         | لم يتقدم                                        | لم يتقدم      |
| آرثر كافالكانتي دا سيلفا   | رجال –90 كغ  | آبيل فاسكيز كورتيخو (إسبانيا) · فوز 101–000 | أوليكساندر نازارينكو (أوكرانيا) · خسارة 000–100  | لم يتقدم                                | تأهل مباشر            | صاموئيل إنغرام (بريطانيا العظمى) · خسارة 000–100 | لم يتقدم                                        | 7             |
| أنطونيو تينوريو سيلفا      | رجال –100 كغ | أوليفر أوبمان (ألمانيا) · فوز 100–000       | كريستوفر سكيلي (بريطانيا العظمى) · فوز 000–000 S | شيرين شاريبوف (أوزبكستان) · فوز 001–000 | تأهل مباشر            | تأهل مباشر                                       | تشوي غوانغغون (كوريا الجنوبية) · خسارة 000–100  | الثاني        |
| ويليانز سيلفا دي أراوخو    | رجال +100 كغ | تأهل مباشر                                  | جراح البدور (العراق) · فوز 100–000               | يانغاليني خيمينيز (كوبا) · فوز 100–000  | تأهل مباشر            | تأهل مباشر                                       | أديلجان توليديباييف (أوزبكستان) · خسارة 000–100 | الثاني        |

منافسات النساء
| الرياضية                | المسابقة    | ربع النهائي                                   | نصف النهائي                          | الإعادة                             | النهائي / م.ب                                      | النهائي / م.ب |
| الرياضية                | المسابقة    | المنافسة النتيجة                              | المنافسة النتيجة                     | المنافسة النتيجة                    | المنافسة النتيجة                                   | الترتيب       |
| ----------------------- | ----------- | --------------------------------------------- | ------------------------------------ | ----------------------------------- | -------------------------------------------------- | ------------- |
| كارلا فيريرا كاردوسو    | نساء -48 كغ | يوليا هالينسكا (أوكرانيا) · خسارة 000–100     | لم تتقدم                             | إيجيم تاسين (تركيا) · خسارة 000–100 | لم تتقدم                                           | لم تتقدم      |
| ميشيلي أباريسيدا فيريرا | نساء -52 كغ | رامونا بروسيغ (ألمانيا) · خسارة 000–100       | لم تتقدم                             | آيومي إيشي (اليابان) · فوز 001–000  | شيرين عبد اللاوي (الجزائر) · خسارة 000–001         | 5             |
| لوسيا دا سيلفا تيكسيرا  | نساء -57 كغ | وانغ ليجينغ (الصين) · فوز 000–000 S           | جونكو هيروسي (اليابان) · فوز 100–000 | تأهل مباشر                          | إينا تشيرنياك (أوكرانيا) · خسارة 000–100           | الثاني        |
| ألانا مارتينز مالدونادو | نساء -70 كغ | ناتالي غرينهو (بريطانيا العظمى) · فوز 101–000 | نيكوليت سابو (المجر) · فوز 010–000   | تأهل مباشر                          | لينيا روفالكابا (المكسيك) · خسارة 000–100          | الثاني        |
| ديان سيلفا دي ألميدا    | نساء +70 كغ | سارة جونغ (الولايات المتحدة) · فوز 100–000    | يوان يانبينغ (الصين) · خسارة 000–100 | تأهل مباشر                          | كريستيلا غارسيا (الولايات المتحدة) · خسارة 010–100 | 5             |

## الباراكانو
| الرياضي                       | المسابقة    | التصفيات | التصفيات | نصف النهائي | نصف النهائي | النهائي  | النهائي  |
| الرياضي                       | المسابقة    | الزمن    | الترتيب  | الزمن       | الترتيب     | الزمن    | الترتيب  |
| ----------------------------- | ----------- | -------- | -------- | ----------- | ----------- | -------- | -------- |
| لويس كارلوس كاردوسو دا سيلفا  | رجال كي إل1 | 54.887   | 1 FA     | تأهل مباشر  | تأهل مباشر  | 51.631   | 4        |
| إيغور أليكس توفاليني          | رجال كي إل2 | 49.745   | 5 SF     | 49.870      | 5           | لم يتقدم | لم يتقدم |
| كايو ريبيرو دي كارفالهو       | رجال كي إل3 | 43.033   | 1 FA     | تأهل مباشر  | تأهل مباشر  | 40.199   | الثالث   |
| ديبورا رايزا ريبيرو بينيفيديس | نساء كي إل2 | 1:03.347 | 5 SF     | 1:04.697    | 5           | لم تتقدم | لم تتقدم |
| ماري كريستينا سانتيلي         | نساء كي إل3 | 57.312   | 5 SF     | 57.357      | 6           | لم تتقدم | لم تتقدم |

مفتاح التأهيل: FA = التأهل لنهائي الميداليات؛ SF = التأهل لنصف النهائي

## الباراترياثلون
بعد مشاركته في الألعاب البارالمبية الشتوية 2014 في رياضة التزلج، شارك فيرناندو أرانها لأول مرة في الألعاب الصيفية في منافسات البارا تراياثلون لدورة ريو، وأصبح بهذه المشاركة أول رياضي بارالمبي برازيلي يُشارك في كل من الألعاب البارالمبية الشتوية والألعاب البارالمبية الصيفية.
| الرياضي         | المسابقة    | السباحة | انتقال 1 | الدراجة | انتقال 2 | الجري | الزمن الكلي | الترتيب |
| --------------- | ----------- | ------- | -------- | ------- | -------- | ----- | ----------- | ------- |
| فيرناندو أرانها | رجال بي تي1 | 13:11   | 1:21     | 37:59   | 0:58     | 13:22 | 1:06:51     | 7       |
| آنا راكيل لينز  | نساء بي تي4 | 12:30   | 1:24     | 42:32   | 0:51     | 24:07 | 1:21:24     | 11      |

## رفع الأثقال
| الرياضي           | المسابقة    | إجمالي الرفع | الترتيب  |
| ----------------- | ----------- | ------------ | -------- |
| برونو كارا        | رجال –54 كغ | 162          | 4        |
| إيفانيو دا سيلفا  | رجال –88 كغ | 210          | الثاني   |
| ماريانا دي أندريا | نساء –61 كغ | 101          | لا نتيجة |
| تيريزينها سانتوس  | نساء –67 كغ | 93           | 5        |
| مارسيا مينيزيس    | نساء –86 كغ | 111          | 5        |

## التجديف
كانت إحدى طرق التأهل لألعاب ريو حصول القارب على مركز ضمن الثمانية الأوائل في إحدى مسابقات بطولة العالم للتجديف 2015. تأهلت البرازيل لألعاب 2016 بهذه الطريقة في مسابقة فردي الرجال بحصولها على المركز السابع في زمن قدره 04:57.010.
| الرياضي (الرياضيون)       | المسابقة  | التصفيات | التصفيات | الإعادة | الإعادة | النهائي | النهائي |
| الرياضي (الرياضيون)       | المسابقة  | الزمن    | الترتيب  | الزمن   | الترتيب | الزمن   | الترتيب |
| ------------------------- | --------- | -------- | -------- | ------- | ------- | ------- | ------- |
| رينيه بيريرا              | فردي رجال | 5:05.12  | 4 R      | 5:04.62 | 2 FA    | 5:04.90 | 6       |
| كلاوديا سانتوس            | فردي نساء | 5:38.62  | 2 R      | 5:34.50 | 2 FA    | 5:34.77 | 6       |
| جوزيان ليما ميشيل بيسانها | الزوجي    | 4:04.26  | 3 R      | 4:04.52 | 3 FB    | 4:03.13 | 7       |

مفتاح التأهيل: FA=النهائي أ (ميدالية)؛ FB=النهائي ب (بدون ميدالية)؛ R=الإعادة

## الإبحار
| الرياضي                                                                            | المسابقة                       | السباق | السباق | السباق | السباق | السباق | السباق | السباق | السباق | السباق | السباق | السباق | مجموع النقاط | النقاط الصافية | الترتيب |
| الرياضي                                                                            | المسابقة                       | 1      | 2      | 3      | 4      | 5      | 6      | 7      | 8      | 9      | 10     | 11     | مجموع النقاط | النقاط الصافية | الترتيب |
| ---------------------------------------------------------------------------------- | ------------------------------ | ------ | ------ | ------ | ------ | ------ | ------ | ------ | ------ | ------ | ------ | ------ | ------------ | -------------- | ------- |
| نونو روزا                                                                          | 2.4 متر – قارب شراعي شخص واحد  | 12     | 16     | 17 DNF | 17 DNS | 17 DNC | 13     | 16     | 16     | 16     | 14     | 12     | 166          | 149            | 16      |
| برونو لاندغراف مارينالفا دي ألميدا                                                 | سكود 18 – قارب شراعي شخصين     | 7      | 8      | 10     | 6      | 7      | 6      | 8      | 6      | 8      | 9      | 9      | 84           | 74             | 8       |
| خوسيه ماتياس غونسالفيس دي أبريو هيريفلتون فيريرا أناستاسيو أنطونيو ماركوس دو كارمو | سونار – قارب شراعي ثلاثة أشخاص | 13     | 11     | 9 STP  | 8      | 14     | 11     | 12     | 11     | 4      | 14     | 11     | 104          | 118            | 11      |

المفتاح: DNC=لم يحضر؛ DNF=لم ينهِ السباق؛ DNS=لم يبدأ السباق؛ STP=عقوبة معيارية

## الرماية
آخر منافسات تأهيلية مباشرة لريو في رياضة الرماية كانت هي كأس العالم للرماية للجنة البارالمبية الدولية 2015 في فورت بينينغ في نوفمبر. حصل ألكساندري غالغاني على مقعد مباشر لبلده في هذه المنافسة في مسابقة الرمي ببندقية هوائية 10 متر وقوف فئة إس إتش 2.
| الرياضي             | المسابقة                              | التصفيات | التصفيات | نصف النهائي | نصف النهائي | النهائي / م.ب | النهائي / م.ب |
| الرياضي             | المسابقة                              | النتيجة  | الترتيب  | النتيجة     | الترتيب     | النتيجة       | الترتيب       |
| ------------------- | ------------------------------------- | -------- | -------- | ----------- | ----------- | ------------- | ------------- |
| ديبورا كامبوس       | مسدس هوائي 10م نساء إس إتش1           | 359      | 13       | —           | —           | لم تتقدم      | لم تتقدم      |
| ديبورا كامبوس       | مسدس 25م مختلط إس إتش1                | 531      | 26       | لم تتقدم    | لم تتقدم    | لم تتقدم      | لم تتقدم      |
| ألكساندري غالغاني   | بندقية هوائية 10م واقف مختلط إس إتش2  | DSQ      | DSQ      | —           | —           | لم يتقدم      | لم يتقدم      |
| ألكساندري غالغاني   | بندقية هوائية 10م مستلق مختلط إس إتش2 | 628      | 24       | —           | —           | لم يتقدم      | لم يتقدم      |
| كارلوس غارليتي      | بندقية هوائية 10م مستلق مختلط إس إتش1 | 623.2    | 35       | —           | —           | لم يتقدم      | لم يتقدم      |
| كارلوس غارليتي      | بندقية 50م مستلق مختلط إس إتش1        | 599.3    | 35       | —           | —           | لم يتقدم      | لم يتقدم      |
| جيرالدو فون روزنتال | مسدس هوائي 10متر رجال إس إتش1         | 557      | 15       | —           | —           | لم يتقدم      | لم يتقدم      |
| جيرالدو فون روزنتال | مسدس 25م مختلط إس إتش1                | 557      | 15       | لم يتقدم    | لم يتقدم    | لم يتقدم      | لم يتقدم      |
| جيرالدو فون روزنتال | مسدس 50م مختلط إس إتش1                | 506      | 25       | —           | —           | لم يتقدم      | لم يتقدم      |

مفتاح التأهيل: QG = مؤهل لمباراة الميدالية الذهبية؛ QB = مؤهل لمباراة الميدالية البرونزية

## كرة الطائرة جلوس
ملخص المشاركة
| المنتخب      | المسابقة      | دور المجموعات              | دور المجموعات       | دور المجموعات    | دور المجموعات | نصف النهائي                  | النهائي / م.ب / م.ت                             | النهائي / م.ب / م.ت |
| المنتخب      | المسابقة      | المنافس النتيجة            | المنافس النتيجة     | المنافس النتيجة  | الترتيب       | المنافس النتيجة              | المنافس النتيجة                                 | الترتيب             |
| ------------ | ------------- | -------------------------- | ------------------- | ---------------- | ------------- | ---------------------------- | ----------------------------------------------- | ------------------- |
| منتخب الرجال | بطولة الرجال ‏ | الولايات المتحدة · فوز 3–0 | ألمانيا · خسارة 2–3 | مصر · فوز 3–1    | 2 Q           | إيران · خسارة 0–3            | مباراة الميدالية البرونزية · مصر · خسارة 2–3    | 4                   |
| منتخب النساء | بطولة النساء ‏ | كندا · فوز 3–0             | أوكرانيا · فوز 3–0  | هولندا · فوز 3–0 | 1 Q           | الولايات المتحدة · خسارة 0–3 | مباراة الميدالية البرونزية · أوكرانيا · فوز 3–0 | الثالث              |

### بطولة الرجال
تأهل المنتخب البرازيلي لكرة الطائرة جلوس للرجال إلى الألعاب البارالمبية 2016 بشكل مباشر باعتبار البرازيل الدولة المضيفة.
| الرقم | م. | الاسم                                 | تاريخ الميلاد              | الفئة الرياضية | الضربة الساحقة    | الصد              | النادي                                         |
| ----- | -- | ------------------------------------- | -------------------------- | -------------- | ----------------- | ----------------- | ---------------------------------------------- |
| 1     | MB | غيلبيرتو لورينسو دا سيلفا             | سبتمبر 22, 1978 (العمر 37) | دي             | 156 سـم (61 بوصة) | 154 سـم (61 بوصة) | نادي ساوباولو                                  |
| 2     | MB | ليفي سيزار غوميس                      | يناير 7, 1973 (العمر 43)   | دي             | 162 سـم (64 بوصة) | 157 سـم (62 بوصة) | نادي ساوباولو                                  |
| 3     | S  | فاغنر باتيستا دا سيلفا                | يونيو 14, 1975 (العمر 41)  | دي             | 148 سـم (58 بوصة) | 146 سـم (57 بوصة) | نادي ساوباولو                                  |
| 4     | L  | رودريغو ألفيس دي ميلو                 | يناير 6, 1986 (العمر 30)   | دي             | 147 سـم (58 بوصة) | 144 سـم (57 بوصة) | نادي ساوباولو                                  |
| 5     | S  | دانييل خورخي دا سيلفا                 | مارس 24, 1981 (العمر 35)   | دي             | 156 سـم (61 بوصة) | 155 سـم (61 بوصة) | نادي يونيليو                                   |
| 6     | OH | كارلوس خاكو فالتريك غليمبوسكي         | سبتمبر 29, 1989 (العمر 26) | دي             | 145 سـم (57 بوصة) | 144 سـم (57 بوصة) | نادي يونيليو                                   |
| 7     | OH | فابريسيو دا سيلفا بينتو               | فبراير 28, 1994 (العمر 22) | دي             | 152 سـم (60 بوصة) | 148 سـم (58 بوصة) | نادي الخدمات الاجتماعية والصناعية في ساوباولو ‏ |
| 8     | OH | فريديريكو دوريا دي سوزا (C)           | مايو 13, 1972 (العمر 44)   | إم دي          | 173 سـم (68 بوصة) | 166 سـم (65 بوصة) | نادي ساوباولو                                  |
| 9     | OS | ويلينغتون بلاتيني سيلفا دا أنونسياساو | مارس 25, 1985 (العمر 31)   | دي             | 155 سـم (61 بوصة) | 153 سـم (60 بوصة) | نادي باينيراس                                  |
| 10    | S  | ريناتو دي أوليفيرا ليتي               | أغسطس 11, 1982 (العمر 34)  | دي             | 150 سـم (59 بوصة) | 145 سـم (57 بوصة) | نادي باينيراس                                  |
| 11    | MB | ويسكلي كونسيساو دي أوليفيرا           | نوفمبر 14, 1983 (العمر 32) | دي             | 161 سـم (63 بوصة) | 159 سـم (63 بوصة) | نادي ساوباولو                                  |
| 12    | OH | أندرسون ريباس دا سيلفا                | فبراير 14, 1979 (العمر 37) | إم دي          | 180 سـم (71 بوصة) | 174 سـم (69 بوصة) | نادي يونيليو                                   |

دور المجموعات
| م | Team             | Pld | W | L | Pts | SW | SL | SR    | SPW | SPL | SPR   | التأهل                               |
| - | ---------------- | --- | - | - | --- | -- | -- | ----- | --- | --- | ----- | ------------------------------------ |
| 1 | مصر              | 3   | 3 | 0 | 6   | 9  | 4  | 2٫250 | 267 | 234 | 1٫141 | نصف النهائي                          |
| 2 | البرازيل (H)     | 3   | 2 | 1 | 5   | 8  | 4  | 2٫000 | 278 | 212 | 1٫311 | نصف النهائي                          |
| 3 | ألمانيا          | 3   | 1 | 2 | 4   | 6  | 8  | 0٫750 | 280 | 288 | 0٫972 | مباراة تحديد المركزين الخامس والسادس |
| 4 | الولايات المتحدة | 3   | 0 | 3 | 3   | 2  | 9  | 0٫222 | 167 | 258 | 0٫647 | مباراة تحديد المركزين السابع والثامن |

| 9 سبتمبر 2016 10:00 | البرازيل                      | 3–0 | الولايات المتحدة | ريو سنترو - الجناح 6، ريو دي جانيرو |
| 9 سبتمبر 2016 10:00 | (25–14، 25–17، 25–14) التقرير |     |                  | ريو سنترو - الجناح 6، ريو دي جانيرو |

| 11 سبتمبر 2016 10:00 | البرازيل                                    | 2–3 | مصر | ريو سنترو - الجناح 6، ريو دي جانيرو |
| 11 سبتمبر 2016 10:00 | (18–25، 25–13، 23–25، 25–10، 13–15) التقرير |     |     | ريو سنترو - الجناح 6، ريو دي جانيرو |

| 13 سبتمبر 2016 20:30 | ألمانيا                              | 1–3 | البرازيل | ريو سنترو - الجناح 6، ريو دي جانيرو |
| 13 سبتمبر 2016 20:30 | (26–24، 23–25، 18–25، 12–25) التقرير |     |          | ريو سنترو - الجناح 6، ريو دي جانيرو |

نصف النهائي
| 16 سبتمبر 2016 20:30 | البرازيل                      | 0–3 | إيران | ريو سنترو - الجناح 6، ريو دي جانيرو |
| 16 سبتمبر 2016 20:30 | (20–25، 19–25، 17–25) التقرير |     |       | ريو سنترو - الجناح 6، ريو دي جانيرو |

مباراة الميدالية البرونزية
| 18 سبتمبر 2016 09:30 | مصر                                         | 3–2 | البرازيل | ريو سنترو - الجناح 6، ريو دي جانيرو |
| 18 سبتمبر 2016 09:30 | (28–26، 29–31، 19–25، 25–22، 15–13) التقرير |     |          | ريو سنترو - الجناح 6، ريو دي جانيرو |

### النساء
تأهل المنتخب البرازيلي لكرة الطائرة جلوس للنساء إلى الألعاب البارالمبية 2016 بشكل مباشر باعتبار البرازيل الدولة المضيفة.
دور المجموعات
| م | Team         | Pld | W | L | Pts | SW | SL | SR    | SPW | SPL | SPR   | التأهل                               |
| - | ------------ | --- | - | - | --- | -- | -- | ----- | --- | --- | ----- | ------------------------------------ |
| 1 | البرازيل (H) | 3   | 3 | 0 | 6   | 9  | 0  | MAX   | 225 | 140 | 1٫607 | نصف النهائي                          |
| 2 | أوكرانيا     | 3   | 2 | 1 | 5   | 6  | 5  | 1٫200 | 237 | 229 | 1٫035 | نصف النهائي                          |
| 3 | هولندا       | 3   | 1 | 2 | 4   | 5  | 7  | 0٫714 | 250 | 265 | 0٫943 | مباراة تحديد المركزين الخامس والسادس |
| 4 | كندا         | 3   | 0 | 3 | 3   | 1  | 9  | 0٫111 | 169 | 247 | 0٫684 | مباراة تحديد المركزين السابع والثامن |

| 9 سبتمبر 2016 18:30 | البرازيل                     | 3–0 | كندا | ريو سنترو - الجناح 6، ريو دي جانيرو |
| 9 سبتمبر 2016 18:30 | (25–7، 25–12، 25–14) التقرير |     |      | ريو سنترو - الجناح 6، ريو دي جانيرو |

| 11 سبتمبر 2016 20:30 | البرازيل                      | 3–0 | أوكرانيا | ريو سنترو - الجناح 6، ريو دي جانيرو |
| 11 سبتمبر 2016 20:30 | (25–19، 25–20، 25–14) التقرير |     |          | ريو سنترو - الجناح 6، ريو دي جانيرو |

| 13 سبتمبر 2016 10:00 | هولندا                        | 0–3 | البرازيل | ريو سنترو - الجناح 6، ريو دي جانيرو |
| 13 سبتمبر 2016 10:00 | (18–25، 15–25، 21–25) التقرير |     |          | ريو سنترو - الجناح 6، ريو دي جانيرو |

نصف النهائي
| 15 سبتمبر 2016 20:30 | البرازيل                      | 0–3 | الولايات المتحدة | ريو سنترو - الجناح 6، ريو دي جانيرو |
| 15 سبتمبر 2016 20:30 | (13–25، 26–28، 18–25) التقرير |     |                  | ريو سنترو - الجناح 6، ريو دي جانيرو |

مباراة الميدالية البرونزية
| 17 سبتمبر 2016 16:30 | البرازيل                      | 3–0 | أوكرانيا | ريو سنترو - الجناح 6، ريو دي جانيرو |
| 17 سبتمبر 2016 16:30 | (25–12، 25–22، 25–20) التقرير |     |          | ريو سنترو - الجناح 6، ريو دي جانيرو |

## السباحة
كان السباح دانيال دياز أبرز المشاركين البرازيليين في منافسات السباحة خلال هذه الدورة. وكجزء من استعداداتهم للبارالمبياد، شارك السباحون البرازيليون في بطولة العالم للسباحة للجنة البارالمبية الدولية 2015.
مفتاح
- DNS = لم يبدأ السباق
- DNF = لم ينهِ السباق
- Q = مؤهل للجولة التالية
- WR = رقم قياسي عالمي
- PR = رقم قياسي بارالمبي
- AM = رقم قياسي أمريكي
- NR = رقم قياسي وطني
- N/A = الجولة غير قابلة للتطبيق على المسابقة

منافسات الرجال
| الرياضي                                                            | المسابقات                              | التصفيات | التصفيات | فاصلة التصفيات | فاصلة التصفيات | النهائي    | النهائي  |
| الرياضي                                                            | المسابقات                              | الزمن    | الترتيب  | الزمن          | الترتيب        | الزمن      | الترتيب  |
| ------------------------------------------------------------------ | -------------------------------------- | -------- | -------- | -------------- | -------------- | ---------- | -------- |
| اندريه برازيل                                                      | 50 متر سباحة حرة إس10                  | 24.36    | 2 Q      | —              | —              | 23.78      | 4        |
| اندريه برازيل                                                      | 100 متر سباحة حرة إس10                 | 54.53    | 1 Q      | —              | —              | 51.37      | الثاني   |
| اندريه برازيل                                                      | 400 متر سباحة حرة إس10                 | 4:13.34  | 3 Q      | —              | —              | 4:11.12    | 7        |
| اندريه برازيل                                                      | 100 متر سباحة على الظهر إس10           | 1:01.08  | 3 Q      | —              | —              | 59.55 AM   | 4        |
| اندريه برازيل                                                      | 100 متر سباحة فراشة إس10               | 58.27    | 1 Q      | —              | —              | 56.50      | الثالث   |
| رونيستوني كورديرو                                                  | 50 متر سباحة حرة إس4                   | —        | —        | —              | —              | 43.51      | 8        |
| رونيستوني كورديرو                                                  | 50 متر سباحة على الظهر إس4             | 49.07    | 3 Q      | —              | —              | 50.84      | 7        |
| دانيال دياز                                                        | 50 متر سباحة حرة إس5                   | 33.55    | 1 Q      | —              | —              | 32.78      | الأول    |
| دانيال دياز                                                        | 100 متر سباحة حرة إس5                  | 1:15.08  | 1 Q      | —              | —              | 1:10.11    | الأول    |
| دانيال دياز                                                        | 200 متر سباحة حرة إس5                  | 2:39.35  | 1 Q      | —              | —              | 2:27.88    | الأول    |
| دانيال دياز                                                        | 50 متر سباحة على الظهر إس5             | 36.46    | 1 Q      | —              | —              | 35.40      | الأول    |
| دانيال دياز                                                        | 100 متر سباحة على الصدر إس بي4         | —        | —        | —              | —              | 1:36.13    | الثاني   |
| دانيال دياز                                                        | 50 متر سباحة فراشة إس5                 | 36.82    | 2 Q      | —              | —              | 35.62      | الثالث   |
| كارلوس فارينبيرغ                                                   | 50 متر سباحة حرة إس13                  | 24.41    | 1 Q      | —              | —              | 24.17      | الثاني   |
| كارلوس فارينبيرغ                                                   | 100 متر سباحة حرة إس13                 | 53.63    | 2 Q      | —              | —              | 53.81      | 5        |
| فانيلتون فيلهو                                                     | 50 متر سباحة حرة إس9                   | 26.69    | 3        | —              | —              | لم يتقدم   | لم يتقدم |
| فانيلتون فيلهو                                                     | 100 متر سباحة حرة إس9                  | 58.51    | 3        | 58.26          | 1 Q            | 57.44      | 5        |
| فانيلتون فيلهو                                                     | 100 متر سباحة فراشة إس9                | 1:05.27  | 5        | —              | —              | لم يتقدم   | لم يتقدم |
| أندريه غاربي                                                       | 100 متر سباحة على الظهر إس9            | 1:07.21  | 4        | —              | —              | لم يتقدم   | لم يتقدم |
| تاليسون غلوك                                                       | 100 متر سباحة حرة إس6                  | 1:12.52  | 5        | —              | —              | لم يتقدم   | لم يتقدم |
| تاليسون غلوك                                                       | 400 متر سباحة حرة إس6                  | 5:22.52  | 2 Q      | —              | —              | 5:17.24    | 5        |
| تاليسون غلوك                                                       | 100 متر سباحة على الظهر إس6            | 1:17.21  | 2 Q      | —              | —              | 1:15.97    | 4        |
| تاليسون غلوك                                                       | 50 متر سباحة فراشة إس6                 | 33.74    | 3 Q      | —              | —              | 33.14      | 8        |
| تاليسون غلوك                                                       | 200 متر سباحة متنوعة فردي إس إم6       | 2:44.94  | 3 Q      | —              | —              | 2:41.39    | الثالث   |
| أدريانو دي ليما                                                    | 50 متر سباحة حرة إس6                   | 33.92    | 5        | —              | —              | لم يتقدم   | لم يتقدم |
| أدريانو دي ليما                                                    | 100 متر سباحة حرة إس6                  | 1:15.13  | 6        | —              | —              | لم يتقدم   | لم يتقدم |
| أدريانو دي ليما                                                    | 100 متر سباحة على الصدر إس بي5         | 1:45.04  | 4 Q      | —              | —              | 1:46.18    | 8        |
| توماز روشا ماتيرا                                                  | 50 متر سباحة حرة إس12                  | 25.07    | 4 Q      | —              | —              | 25.12      | 8        |
| توماز روشا ماتيرا                                                  | 100 متر سباحة حرة إس13                 | 56.10    | 5        | —              | —              | لم يتقدم   | لم يتقدم |
| توماز روشا ماتيرا                                                  | 400 متر سباحة حرة إس13                 | 4:19.85  | 5 Q      | —              | —              | 4:19.62    | 8        |
| توماز روشا ماتيرا                                                  | 100 متر سباحة على الظهر إس12           | 1:04.19  | 4 Q      | —              | —              | 1:04.33    | 7        |
| توماز روشا ماتيرا                                                  | 100 متر سباحة فراشة إس13               | 58.40    | =2 Q     | —              | —              | 58.42      | 6        |
| توماز روشا ماتيرا                                                  | 200 متر سباحة متنوعة فردي إس إم13      | 2:20.02  | 4        | —              | —              | لم يتقدم   | لم يتقدم |
| لوكاس لامينتي موزيلا                                               | 100 متر سباحة حرة إس9                  | 1:00.46  | 6        | —              | —              | لم يتقدم   | لم يتقدم |
| لوكاس لامينتي موزيلا                                               | 100 متر سباحة على الظهر إس9            | 1:07.84  | 6        | —              | —              | لم يتقدم   | لم يتقدم |
| لوكاس لامينتي موزيلا                                               | 100 متر سباحة على الصدر إس بي9         | 1:14.54  | 6        | —              | —              | لم يتقدم   | لم يتقدم |
| لوكاس لامينتي موزيلا                                               | 200 متر سباحة متنوعة فردي إس إم9       | 2:24.71  | 5        | —              | —              | لم يتقدم   | لم يتقدم |
| كايو أوليفيرا                                                      | 100 متر سباحة حرة إس8                  | 1:02.99  | 6        | —              | —              | لم يتقدم   | لم يتقدم |
| كايو أوليفيرا                                                      | 400 متر سباحة حرة إس8                  | 4:40.64  | 3 Q      | —              | —              | 4:33.97    | 4        |
| إيتالو بيريرا                                                      | 50 متر سباحة حرة إس7                   | 32.68    | 6        | —              | —              | لم يتقدم   | لم يتقدم |
| إيتالو بيريرا                                                      | 100 متر سباحة حرة إس7                  | 1:10.97  | 7        | —              | —              | لم يتقدم   | لم يتقدم |
| إيتالو بيريرا                                                      | 400 متر سباحة حرة إس7                  | 5:18.10  | 6        | —              | —              | لم يتقدم   | لم يتقدم |
| إيتالو بيريرا                                                      | 100 متر سباحة على الظهر إس7            | 1:12.56  | 1 Q      | —              | —              | 1:12.48    | الثالث   |
| فيليبي فيلا ريال                                                   | 200 متر سباحة حرة إس14                 | 2:01.11  | 3 Q      | —              | —              | 2:02.33    | 8        |
| فيليبي فيلا ريال                                                   | 100 متر سباحة على الظهر إس14           | 1:07.62  | 6        | —              | —              | لم يتقدم   | لم يتقدم |
| فيليبي فيلا ريال                                                   | 100 متر سباحة على الصدر إس بي14        | 1:16.87  | 8        | —              | —              | لم يتقدم   | لم يتقدم |
| فيليبي فيلا ريال                                                   | 200 متر سباحة متنوعة فردي إس إم14      | 2:23.06  | 6        | —              | —              | لم يتقدم   | لم يتقدم |
| فيليبي رودريغيس                                                    | 50 متر سباحة حرة إس10                  | 24.07    | 1 Q      | —              | —              | 23.56      | الثاني   |
| فيليبي رودريغيس                                                    | 100 متر سباحة حرة إس10                 | 51.96    | 2 Q      | —              | —              | 51.48      | الثالث   |
| روبرتو رودريغيز                                                    | 100 متر سباحة على الصدر إس بي5         | 1:39.82  | 2 Q      | —              | —              | 1:39.06    | 5        |
| روبرتو رودريغيز                                                    | 200 متر سباحة متنوعة فردي إس إم6       | 3:17.42  | 6        | —              | —              | لم يتقدم   | لم يتقدم |
| كلودوالدو سيلفا                                                    | 50 متر سباحة حرة إس5                   | 36.67    | 4 Q      | —              | —              | 36.27      | 7        |
| كلودوالدو سيلفا                                                    | 100 متر سباحة حرة إس5                  | 1:20.16  | 3 Q      | —              | —              | 1:20.80    | 8        |
| غيليرمي باتيستا سيلفا                                              | 50 متر سباحة حرة إس13                  | 25.75    | 3        | 26.12          | 2              | لم يتقدم   | لم يتقدم |
| غيليرمي باتيستا سيلفا                                              | 100 متر سباحة حرة إس13                 | 57.96    | 6        | —              | —              | لم يتقدم   | لم يتقدم |
| غيليرمي باتيستا سيلفا                                              | 100 متر سباحة على الصدر إس بي13        | 1:12.85  | 3 Q      | —              | —              | 1:13.58    | 5        |
| رويتر سيلفا                                                        | 50 متر سباحة حرة إس9                   | 26.68    | 2 Q      | —              | —              | 26.62      | 7        |
| رويتر سيلفا                                                        | 100 متر سباحة حرة إس9                  | 57.39 AM | 2 Q      | —              | —              | 57.44      | 5        |
| غابرييل كريستيانو سيلفا دي سوسا                                    | 50 متر سباحة حرة إس8                   | 28.24    | 5        | —              | —              | لم يتقدم   | لم يتقدم |
| غابرييل كريستيانو سيلفا دي سوسا                                    | 100 متر سباحة فراشة إس8                | 1:08.59  | 6        | —              | —              | لم يتقدم   | لم يتقدم |
| ماتيوس راين                                                        | 50 متر سباحة حرة إس11                  | 27.74    | 5        | —              | —              | لم يتقدم   | لم يتقدم |
| ماتيوس راين                                                        | 100 متر سباحة حرة إس11                 | 1:00.17  | 1 Q      | —              | —              | 59.80      | 5        |
| ماتيوس راين                                                        | 400 متر سباحة حرة إس11                 | —        | —        | —              | —              | 4:41.05    | الثالث   |
| روان فيليبي ليما دي سوزا                                           | 100 متر سباحة على الصدر إس بي9         | 1:13.63  | 6        | —              | —              | لم يتقدم   | لم يتقدم |
| دانيال دياز أندريه برازيل رويتر سيلفا فيليبي رودريغيس              | تتابع 4 × 100 متر سباحة حرة 34 نقطة    | —        | —        | —              | —              | 3:48.98 AM | الثاني   |
| دانيال دياز اندريه برازيل فيليبي رودريغيس روان فيليبي ليما دي سوزا | تتابع 4 × 100 متر سباحة متنوعة 34 نقطة | —        | —        | —              | —              | 4:17.51    | الثالث   |

منافسات النساء
| الرياضية                                                    | المسابقات                                | التصفيات | التصفيات | النهائي  | النهائي  |
| الرياضية                                                    | المسابقات                                | الزمن    | الترتيب  | الزمن    | الترتيب  |
| ----------------------------------------------------------- | ---------------------------------------- | -------- | -------- | -------- | -------- |
| فيرونيكا ألميدا                                             | 100 متر سباحة على الصدر إس بي7           | 1:42.88  | 3 Q      | 1:42.41  | 7        |
| فيرونيكا ألميدا                                             | 50 متر سباحة فراشة إس7                   | 38.95    | 4 Q      | 39.51    | 8        |
| فيرونيكا ألميدا                                             | 200 متر سباحة متنوعة فردي إس إم7         | 3:22.27  | 4 Q      | DSQ      | DSQ      |
| سيسيليا جيرونيمو دي أراوخو                                  | 100 متر سباحة حرة إس8                    | 1:09.73  | 3        | 1:09.83  | 6        |
| سيسيليا جيرونيمو دي أراوخو                                  | 400 متر سباحة حرة إس8                    | 5:26.27  | 5        | لم تتقدم | لم تتقدم |
| سيسيليا جيرونيمو دي أراوخو                                  | 100 متر سباحة على الظهر إس8              | 1:26.63  | 4        | لم تتقدم | لم تتقدم |
| مايارا ريغينا بيريرا باريتو                                 | 100 متر سباحة حرة إس3                    | 2:16.80  | 4 Q      | 2:11.54  | 8        |
| مايارا ريغينا بيريرا باريتو                                 | 50 متر سباحة على الظهر إس3               | 1:05.94  | 3 Q      | 1:01.65  | 7        |
| بياتريز كارنيرو                                             | 200 متر سباحة حرة إس14                   | 2:27.11  | 5        | لم تتقدم | لم تتقدم |
| بياتريز كارنيرو                                             | 100 متر سباحة على الصدر إس بي14          | 1:22.31  | 3 Q      | 1:21.66  | 5        |
| كاميل كروز                                                  | 50 متر سباحة حرة إس9                     | 31.68    | 6        | لم تتقدم | لم تتقدم |
| كاميل كروز                                                  | 100 متر سباحة حرة إس9                    | 1:06.49  | 4        | لم تتقدم | لم تتقدم |
| كاميل كروز                                                  | 400 متر سباحة حرة إس9                    | 5:09.24  | 5        | لم تتقدم | لم تتقدم |
| كاميل كروز                                                  | 100 متر سباحة على الظهر إس9              | 1:20.20  | 4        | لم تتقدم | لم تتقدم |
| ريلديني فيرمينو                                             | 50 متر سباحة على الصدر إس بي3            | 1.07.66  | 4 Q      | 1:08.59  | 8        |
| ريلديني فيرمينو                                             | 150 متر سباحة متنوعة فردي إس إم4         | 3:34.63  | 5        | لم تتقدم | لم تتقدم |
| إدينيا غارسيا                                               | 50 متر سباحة على الظهر إس4               | 54.59    | 2 Q      | 55.50    | 7        |
| ماريانا ريبيرو                                              | 50 متر سباحة حرة إس10                    | 29.02    | 4 Q      | 29.30    | 7        |
| ماريانا ريبيرو                                              | 100 متر سباحة حرة إس10                   | 1:02.84  | 3 Q      | 1:02.75  | 6        |
| ماريانا ريبيرو                                              | 100 متر سباحة على الظهر إس10             | 1:12.34  | 4 Q      | 1:11.03  | 6        |
| سوزانا ريبيرو                                               | 50 متر سباحة حرة إس5                     | 42.92    | 5        | لم تتقدم | لم تتقدم |
| سوزانا ريبيرو                                               | 100 متر سباحة حرة إس5                    | 1:24.57  | 2 Q      | 1:23.21  | الثالث   |
| سوزانا ريبيرو                                               | 200 متر سباحة حرة إس5                    | 3:19.03  | 5        | لم تتقدم | لم تتقدم |
| سوزانا ريبيرو                                               | 100 متر سباحة على الصدر إس بي5           | 1:57.42  | 5        | لم تتقدم | لم تتقدم |
| سوزانا ريبيرو                                               | 200 متر سباحة متنوعة فردي إس إم5         | 3:48.59  | 3 Q      | 3:50.69  | 7        |
| باتريسيا بيريرا دوس سانتوس                                  | 50 متر سباحة حرة إس4                     | 44.10    | 2 Q      | 43.92    | 6        |
| باتريسيا بيريرا دوس سانتوس                                  | 50 متر سباحة على الصدر إس بي3            | 1:07.38  | 4 Q      | 1:07.42  | 5        |
| جوانا ماريا سيلفا                                           | 50 متر سباحة حرة إس5                     | 37.22 AM | 1 Q      | 37.13 AM | الثاني   |
| جوانا ماريا سيلفا                                           | 100 متر سباحة حرة إس5                    | 1:24.57  | 2 Q      | 1:23.21  | الثالث   |
| جوانا ماريا سيلفا                                           | 200 متر سباحة حرة إس5                    | 3:12.16  | 3 Q      | 3:12.73  | 6        |
| جوانا ماريا سيلفا                                           | 50 متر سباحة فراشة إس5                   | 51.56    | 3 Q      | 47.51    | 6        |
| ريغياني نونيس سيلفا                                         | 50 متر سباحة حرة إس11                    | 33.74    | 4        | لم تتقدم | لم تتقدم |
| ريغياني نونيس سيلفا                                         | 100 متر سباحة حرة إس11                   | 1:15.47  | 5        | لم تتقدم | لم تتقدم |
| ريغياني نونيس سيلفا                                         | 400 متر سباحة حرة إس11                   | 5:47.84  | 6        | لم تتقدم | لم تتقدم |
| ريغياني نونيس سيلفا                                         | 100 متر سباحة على الظهر إس11             | 1:28.35  | 6        | لم تتقدم | لم تتقدم |
| راكيل فييل                                                  | 50 متر سباحة حرة إس12                    | 31.87    | 5        | لم تتقدم | لم تتقدم |
| راكيل فييل                                                  | 100 متر سباحة على الظهر إس12             | —        | —        | 1:15.24  | 4        |
| راكيل فييل                                                  | 100 متر سباحة على الصدر إس بي13          | 1:26.51  | 6        | لم تتقدم | لم تتقدم |
| ماريانا ريبيرو كاميل كروز جوانا ماريا سيلفا فيرونيكا ألميدا | تتابع 4 × 100 متر سباحة حرة نساء 34 نقطة | —        | —        | 4:56.50  | 7        |

منافسات الفرق
| الرياضي                                                                                             | المسابقات                              | التصفيات | التصفيات | النهائي    | النهائي |
| الرياضي                                                                                             | المسابقات                              | الزمن    | الترتيب  | الزمن      | الترتيب |
| --------------------------------------------------------------------------------------------------- | -------------------------------------- | -------- | -------- | ---------- | ------- |
| دانيال دياز تاليسون غلوك كلودوالدو سيلفا باتريسيا بيريرا دوس سانتوس سوزانا ريبيرو جوانا ماريا سيلفا | تتابع 4 × 50 متر سباحة حرة فرق 20 نقطة | 2:33.94  | 1 Q      | 2:25.45 AM | الثاني  |

## تنس الطاولة
الرجال
| الرياضي                                                          | المسابقة     | مرحلة المجموعات                              | مرحلة المجموعات                             | مرحلة المجموعات | دور الـ16                                 | ربع النهائي                           | نصف النهائي               | النهائي / م.ب                           | النهائي / م.ب |
| الرياضي                                                          | المسابقة     | المنافس النتيجة                              | المنافس النتيجة                             | الترتيب         | المنافس النتيجة                           | المنافس النتيجة                       | المنافس النتيجة           | المنافس النتيجة                         | الترتيب       |
| ---------------------------------------------------------------- | ------------ | -------------------------------------------- | ------------------------------------------- | --------------- | ----------------------------------------- | ------------------------------------- | ------------------------- | --------------------------------------- | ------------- |
| ألويزيو ليما                                                     | فردي سي1     | لي تشانغ-هو (كوريا الجنوبية) · خسارة 0–3     | باول ديفيز (بريطانيا العظمى) · خسارة 2–3    | 3               | —                                         | لم يتقدم                              | لم يتقدم                  | لم يتقدم                                | 9             |
| إيرانيلدو كونسيسا إسبيندولا                                      | فردي سي2     | رافال تشوبر (بولندا) · خسارة 0–3             | غاو يانمينغ (الصين) · خسارة 2–3             | 3               | لم يتقدم                                  | لم يتقدم                              | لم يتقدم                  | لم يتقدم                                | 11            |
| غيليرمي مارسيا دا كوستا                                          | فردي سي2     | يان رياباش (سلوفاكيا) · خسارة 0–3            | كيم كيونغموك (كوريا الجنوبية) · خسارة 0–3   | 3               | لم يتقدم                                  | لم يتقدم                              | لم يتقدم                  | لم يتقدم                                | 11            |
| ديفيد أندرادي دي فريتاس                                          | فردي سي3     | كيم جيونغ-سوك (كوريا الجنوبية) · خسارة 0–3   | غابرييل كوبولا (الأرجنتين) · خسارة 0–3      | 3               | لم يتقدم                                  | لم يتقدم                              | لم يتقدم                  | لم يتقدم                                | 17            |
| فيلدر كناف                                                       | فردي سي3     | فيكتور سخوكفيست (السويد) · فوز 3–0           | تشاي شيانغ (الصين) · خسارة 2–3              | 2 Q             | غابرييل كوبولا (الأرجنتين) · فوز 3–1      | توماس شميدبيرغر (ألمانيا) · خسارة 0–3 | لم يتقدم                  | لم يتقدم                                | 5             |
| كلاوديميرو سيغاتو                                                | فردي سي5     | فالنتين باوس (ألمانيا) · خسارة 0–3           | جاك هنتر-سبايفي (بريطانيا العظمى) · فوز 3–2 | 2 Q             | لين يين-هونغ (تايبيه الصينية) · خسارة 2–3 | لم يتقدم                              | لم يتقدم                  | لم يتقدم                                | 9             |
| باولو سالمين                                                     | فردي سي7     | جان-بول مونتانوس (هولندا) · خسارة 2–3        | سيد يوسف (مصر) · خسارة 1–3                  | 3               | —                                         | لم يتقدم                              | لم يتقدم                  | لم يتقدم                                | 11            |
| إسرائيل بيريرا سترو                                              | فردي سي7     | ويل بايلي (بريطانيا العظمى) · فوز 3–1        | لياو كيلي (الصين) · خسارة 1–3               | 2 Q             | —                                         | ماكسيم نيكولينكو (أوكرانيا) · فوز 3–1 | يان شو (الصين) · فوز 3–2  | ويل بايلي (بريطانيا العظمى) · خسارة 1–3 | الثاني        |
| لويز فيليبي غوارنيري مانارا                                      | فردي سي8     | أندراس تشونكا (المجر) · خسارة 0–3            | لينوس كارلسون (السويد) · خسارة 2–3          | 3               | لم يتقدم                                  | لم يتقدم                              | لم يتقدم                  | لم يتقدم                                | 13            |
| دييغو موريرا                                                     | فردي سي9     | تشاو يينتشينغ (الصين) · خسارة 1–3            | محمد أمين كالم (إيطاليا) · فوز 3–2          | 3               | لم يتقدم                                  | لم يتقدم                              | لم يتقدم                  | لم يتقدم                                | 11            |
| كارلوس كاربيناتي                                                 | فردي سي10    | خوسيه مانويل رويز رييس (إسبانيا) · خسارة 0–3 | كريستيان غاردوش (النمسا) · خسارة 2–3        | 3               | لم يتقدم                                  | لم يتقدم                              | لم يتقدم                  | لم يتقدم                                | 11            |
| غيليرمي مارسيا دا كوستا إيرانيلدو كونسيسا إسبيندولا ألويزيو ليما | فريق سي1-2   | —                                            | —                                           | —               | —                                         | بريطانيا العظمى (GBR) · فوز 2–0       | فرنسا (FRA) · خسارة 0–2   | سلوفاكيا (SVK) · فوز 2–1                | الثالث        |
| [[ديفيد أندرادي دي فريتاس فيلدر كناف                             | فريق سي 3    | —                                            | —                                           | —               | —                                         | كوريا الجنوبية (KOR) · فوز 2–0        | ألمانيا (GER) · خسارة 0–2 | تايلاند (THA) · خسارة 0–2               | 4             |
| لويز فيليبي غوارنيري مانارا باولو سالمين إسرائيل بيريرا سترو     | فريق سي 6-8  | —                                            | —                                           | —               | إسبانيا (ESP) · خسارة 1–2                 | لم يتقدموا                            | لم يتقدموا                | لم يتقدموا                              | 9             |
| كارلوس كاربيناتي دييغو موريرا                                    | فريق سي 9-10 | —                                            | —                                           | —               | تقدم تلقائي                               | فرنسا (FRA) · خسارة 0–2               | لم يتقدما                 | لم يتقدما                               | 5             |

النساء
| الرياضية                                                         | المسابقة     | مرحلة المجموعات                         | مرحلة المجموعات                       | مرحلة المجموعات                     | مرحلة المجموعات | دور الـ16        | ربع النهائي                      | نصف النهائي                          | النهائي / م.ب                     | النهائي / م.ب |
| الرياضية                                                         | المسابقة     | المنافسة النتيجة                        | المنافسة النتيجة                      | المنافسة النتيجة                    | الترتيب         | المنافسة النتيجة | المنافسة النتيجة                 | المنافسة النتيجة                     | المنافسة النتيجة                  | الترتيب       |
| ---------------------------------------------------------------- | ------------ | --------------------------------------- | ------------------------------------- | ----------------------------------- | --------------- | ---------------- | -------------------------------- | ------------------------------------ | --------------------------------- | ------------- |
| كاتيا كريستينا دا سيلفا أوليفيرا                                 | فردي سي 1-2  | سيو سو-يون (كوريا الجنوبية) · خسارة 0–3 | كلارا بودا (إيطاليا) · خسارة 2–3      | —                                   | 3               | —                | لم تتقدم                         | لم تتقدم                             | لم تتقدم                          | 9             |
| تايس فراغا سيفيرو                                                | فردي سي 3    | ألينا كانوفا (سلوفاكيا) · خسارة 1–3     | يون جييو (كوريا الجنوبية) · خسارة 0–3 | —                                   | 3               | لم تتقدم         | لم تتقدم                         | لم تتقدم                             | لم تتقدم                          | 13            |
| جويس أوليفيرا                                                    | فردي سي4     | بوريسلافا بيريتش (صربيا) · خسارة 0–3    | ويجيترا جاي-أون (تايلاند) · خسارة 2–3 | —                                   | 3               | —                | لم تتقدم                         | لم تتقدم                             | لم تتقدم                          | 9             |
| جينيفر ماركيس بارينوس                                            | فردي سي9     | نسليهان كاواش (تركيا) · خسارة 0–3       | ليو مينغ (الصين) · خسارة 0–3          | لي لينا (الصين) · خسارة 0–3         | 4               | —                | —                                | لم تتقدم                             | لم تتقدم                          | 7             |
| دانييل راوين                                                     | فردي سي9     | شيونغ غويان (الصين) · فوز 3–2           | لينا كرام (ألمانيا) · فوز 3–0         | كارولينا بيك (بولندا) · خسارة 1–3   | 2 Q             | —                | —                                | لي لينا (الصين) · خسارة 0–3          | كارولينا بيك (بولندا) · خسارة 2–3 | 4             |
| برونا كوستا ألكسندري                                             | فردي سي10    | أندريا ماكدونيل (أستراليا) · فوز 3–0    | يانغ تشيان (الصين) · خسارة 0–3        | ميرجانا لوتشيتش (كرواتيا) · فوز 3–0 | 2 Q             | —                | —                                | ناتاليا بارتيكا (بولندا) · خسارة 2–3 | صوفي والو (الدنمارك) · فوز 3–0    | الثالث        |
| جويس أوليفيرا كاتيا كريستينا دا سيلفا أوليفيرا تايس فراغا سيفيرو | فريق سي 4-5  | —                                       | —                                     | —                                   | —               | تقدم تلقائي      | كوريا الجنوبية (KOR) · خسارة 0–2 | لم يتقدمن                            | لم يتقدمن                         | 5             |
| برونا كوستا ألكسندري جينيفر ماركيس بارينوس دانييل راوين          | فريق سي 6-10 | —                                       | —                                     | —                                   | —               | تقدم تلقائي      | ألمانيا (GER) · فوز 2–0          | بولندا (POL) · خسارة 0–2             | أستراليا (AUS) · فوز 2–0          | الثالث        |

## كرة السلة على الكراسي المتحركة
ملخص المشاركة
| المنتخب      | المسابقة      | دور المجموعات                  | دور المجموعات         | دور المجموعات                 | دور المجموعات      | دور المجموعات         | دور المجموعات | ربع النهائي                    | نصف النهائي     | النهائي / م.ب / م.ت                                         | النهائي / م.ب / م.ت |
| المنتخب      | المسابقة      | المنافس النتيجة                | المنافس النتيجة       | المنافس النتيجة               | المنافس النتيجة    | المنافس النتيجة       | الترتيب       | المنافس النتيجة                | المنافس النتيجة | المنافس النتيجة                                             | الترتيب             |
| ------------ | ------------- | ------------------------------ | --------------------- | ----------------------------- | ------------------ | --------------------- | ------------- | ------------------------------ | --------------- | ----------------------------------------------------------- | ------------------- |
| منتخب الرجال | بطولة الرجال ‏ | الولايات المتحدة · خسارة 38–75 | الجزائر · فوز 82–43   | بريطانيا العظمى · خسارة 55–73 | إيران · فوز 73–50  | ألمانيا · خسارة 61–73 | 3 تأهل        | تركيا · خسارة 49–65            | لم يتأهل        | مباراة تحديد المركزين الخامس والسادس · أستراليا · فوز 70–69 | 5                   |
| منتخب النساء | بطولة النساء ‏ | الأرجنتين · فوز 85–19          | ألمانيا · خسارة 32–77 | بريطانيا العظمى · خسارة 32–63 | كندا · خسارة 49–82 | —                     | 4 تأهل        | الولايات المتحدة · خسارة 35–66 | لم يتأهل        | مباراة تحديد المركزين السابع والثامن · فرنسا · فوز 57–39    | 7                   |

### بطولة الرجال
تأهل المنتخب البرازيلي لكرة السلة على الكراسي المتحركة للرجال إلى الألعاب البارالمبية 2016 بشكل مباشر باعتبار البرازيل الدولة المضيفة. كان لدى منتخب البرازيل الحق في اختيار المجموعة التي يود التواجد بها، بينما يتواجد تلقائيا المنتخب الإسباني في المجموعة الأخرى التي لم يقع عليها الاختيار. اختارت البرازيل المجموعة الثانية، والتي كانت تضم إيران والولايات المتحدة وبريطانيا العظمى وألمانيا والجزائر.
| م. | الرقم | الاسم                    | العمر - تاريخ الميلاد | نقاط التصنيف | النادي             | البلد    |
| -- | ----- | ------------------------ | --------------------- | ------------ | ------------------ | -------- |
| G  | 4     | دوان غوميز دوس سانتوس    | 23 – 24 يناير 1993    | 1.0          | نادي أدفيغو        | البرازيل |
| F  | 5     | بيدرو هنريكي فييرا       | 22 – 27 نوفمبر 1993   | 4.0          | نادي ماجيك هاندز   | البرازيل |
| F  | 6     | إيريك دا سيلفا           | 37 – 5 أكتوبر 1978    | 3.5          | نادي كاد           | البرازيل |
| F  | 7     | سيلستينو لوتشيانو سورسو  | 38 – 10 مارس 1978     | 4.5          | نادي كاد           | البرازيل |
| C  | 8     | باولو سيزار دوس سانتوس   | 43 – 18 نوفمبر 1972   | 2.0          | نادي كاد           | البرازيل |
| F  | 9     | إدجونيور خوسيه دو بونفيم | 34 – 30 أغسطس 1982    | 4.5          | نادي أمريكا تايغرز | البرازيل |
| C  | 10    | باولو روبرتو داوينهايمر  | 32 – 22 فبراير 1984   | 1.5          | نادي أفادفي        | البرازيل |
| G  | 11    | رودريغو أراو دي كارفالهو | 38 – 7 يوليو 1978     | 1.0          | نادي ماجيك هاندز   | البرازيل |
| G  | 12    | أماوري ألفيس فيانا       | 26 – 13 أبريل 1990    | 1.5          | نادي ماجيك هاندز   | البرازيل |
| F  | 13    | ليندرو دي ميراندا        | 34 – 27 أغسطس 1982    | 4.5          | نادي غادي كامب     | البرازيل |
| C  | 14    | ماركوس كانديدو سانشيز    | 34 – 20 يوليو 1982    | 3.0          | نادي غادي كامب     | البرازيل |
| F  | 14    | غيلسون دا سيلفا جونيور   | 36 – 6 مارس 1980      | 3.0          | نادي ماجيك هاندز   | البرازيل |

- طاقم التدريب:  تياغو خوسيه فرانك (المدرب الرئيسي)،  مايتو فيرياني (المدرب المساعد).
- في خانة النادي يوجد آخر ناد زاول فيه اللاعب قبل البطولة.
- في خانة العمر يوجد عمر اللاعب في 7 سبتمبر 2016.

دور المجموعات
| م | الفريق           | لعب | ف | خ | Pله | Pع  | Pف   | نقاط | التأهل                         |
| - | ---------------- | --- | - | - | --- | --- | ---- | ---- | ------------------------------ |
| 1 | الولايات المتحدة | 5   | 5 | 0 | 402 | 206 | +196 | 10   | ربع النهائي                    |
| 2 | بريطانيا العظمى  | 5   | 4 | 1 | 364 | 263 | +101 | 9    | ربع النهائي                    |
| 3 | البرازيل (H)     | 5   | 2 | 3 | 309 | 314 | −5   | 7    | ربع النهائي                    |
| 4 | ألمانيا          | 5   | 2 | 3 | 337 | 314 | +23  | 7    | ربع النهائي                    |
| 5 | إيران            | 5   | 2 | 3 | 295 | 361 | −66  | 7    | مباراة تحديد المركز التاسع     |
| 6 | الجزائر          | 5   | 0 | 5 | 187 | 436 | −249 | 5    | مباراة تحديد المركز الحادي عشر |

1. 1 2 3  الأرقام في المواجهات المباشرة: البرازيل 3 نقاط، +11 فارق النقاط؛ ألمانيا 3 نقاط، +6 فارق النقاط؛ إيران 3 نقاط، −17 فارق النقاط

| 8 سبتمبر 2016 15:15 | التقرير | البرازيل                                                                  | 38–75 | الولايات المتحدة                          |  | فارماسي أرينا، ريو دي جانيرو الحكام: خوان أورونيولا |
| 8 سبتمبر 2016 15:15 | التقرير | النقاط حسب الربع: 4–15، 12–24، 8–17، 14–19                                |       |                                           |  | فارماسي أرينا، ريو دي جانيرو الحكام: خوان أورونيولا |
| 8 سبتمبر 2016 15:15 | التقرير | مسجل: كانديدو سانشيز 12 ارتداد: دي ميراندا 5 حاسمة: توريك، بيل 15 سيريو 7 |       | مسجل: دي ميراندا 13 حاسمة: توريك، سيريو 7 |  | فارماسي أرينا، ريو دي جانيرو الحكام: خوان أورونيولا |

| 9 سبتمبر 2016 21:00 | التقرير | الجزائر                                                                   | 43–82 | البرازيل                                           |  | فارماسي أرينا، ريو دي جانيرو الحكام: نور الدين بيلميز |
| 9 سبتمبر 2016 21:00 | التقرير | النقاط حسب الربع: 16–21، 10–18، 4–23، 13–20                               |       |                                                    |  | فارماسي أرينا، ريو دي جانيرو الحكام: نور الدين بيلميز |
| 9 سبتمبر 2016 21:00 | التقرير | مسجل: غيدون 24 ارتداد: منصوري 5 حاسمة: كانديدو سانشيز 24 كانديدو سانشيز 7 |       | مسجل: غيدون 12 حاسمة: كانديدو سانشيز، دي ميراندا 9 |  | فارماسي أرينا، ريو دي جانيرو الحكام: نور الدين بيلميز |

| 10 سبتمبر 2016 21:00 | التقرير[ | بريطانيا العظمى                                                                 | 73–55 | البرازيل                             |  | صالة كاريوكا 1، ريو دي جانيرو الحكام: مات ويلز |
| 10 سبتمبر 2016 21:00 | التقرير[ | النقاط حسب الربع: 15–12، 20–15، 18–16، 20–12                                    |       |                                      |  | صالة كاريوكا 1، ريو دي جانيرو الحكام: مات ويلز |
| 10 سبتمبر 2016 21:00 | التقرير[ | مسجل: تشودري 18 ارتداد: تشودري 9 حاسمة: كانديدو سانشيز 9 دي ميراندا، دا سيلفا 3 |       | مسجل: تشودري 10 حاسمة: دي ميراندا 15 |  | صالة كاريوكا 1، ريو دي جانيرو الحكام: مات ويلز |

| 11 سبتمبر 2016 15:15 | التقرير | البرازيل                                                                           | 73–50 | إيران                                                         |  | فارماسي أرينا، ريو دي جانيرو الحكام: ألكسندر لابوانت |
| 11 سبتمبر 2016 15:15 | التقرير | النقاط حسب الربع: 13–10، 26–9، 19–13، 15–18                                        |       |                                                               |  | فارماسي أرينا، ريو دي جانيرو الحكام: ألكسندر لابوانت |
| 11 سبتمبر 2016 15:15 | التقرير | مسجل: كانديدو سانشيز 25 ارتداد: كانديدو سانشيز 12 حاسمة: إبراهيم 13 four players 2 |       | مسجل: دي ميراندا، كانديدو سانشيز، دا سيلفا 4 حاسمة: إبراهيم 6 |  | فارماسي أرينا، ريو دي جانيرو الحكام: ألكسندر لابوانت |

| 12 سبتمبر 2016 21:45 | التقرير | البرازيل                                                       | 61–73 | ألمانيا                             |  | فارماسي أرينا، ريو دي جانيرو الحكام: فيليب هاينز |
| 12 سبتمبر 2016 21:45 | التقرير | النقاط حسب الربع: 8–15، 19–18، 18–21، 16–19                    |       |                                     |  | فارماسي أرينا، ريو دي جانيرو الحكام: فيليب هاينز |
| 12 سبتمبر 2016 21:45 | التقرير | مسجل: دا سيلفا 21 ارتداد: دوس سانتوس 7 حاسمة: بوهمي 26 بوهمي 7 |       | مسجل: دي ميراندا 12 حاسمة: بوهمي 13 |  | فارماسي أرينا، ريو دي جانيرو الحكام: فيليب هاينز |

ربع النهائي
| 14 سبتمبر 2016 21:00 | التقرير | تركيا                                                                           | 65–49 | البرازيل                           |  | فارماسي أرينا، ريو دي جانيرو الحكام: سيباستيان غوتييه |
| 14 سبتمبر 2016 21:00 | التقرير | النقاط حسب الربع: 19–8، 20–12، 14–14، 12–15                                     |       |                                    |  | فارماسي أرينا، ريو دي جانيرو الحكام: سيباستيان غوتييه |
| 14 سبتمبر 2016 21:00 | التقرير | مسجل: غوربولاك 17 ارتداد: غوربولاك 11 حاسمة: كانديدو سانشيز 18 كانديدو سانشيز 4 |       | مسجل: غوموش 10 حاسمة: دي ميراندا 9 |  | فارماسي أرينا، ريو دي جانيرو الحكام: سيباستيان غوتييه |

مباراة المركز الخامس
| 17 سبتمبر 2016 15:15 | التقرير | أستراليا                                                             | 69–70 | البرازيل                           |  | فارماسي أرينا، ريو دي جانيرو الحكام: ماكس كيندرفاتر |
| 17 سبتمبر 2016 15:15 | التقرير | النقاط حسب الربع: 20–17، 19–20، 13–17، 17–16                         |       |                                    |  | فارماسي أرينا، ريو دي جانيرو الحكام: ماكس كيندرفاتر |
| 17 سبتمبر 2016 15:15 | التقرير | مسجل: نولز 15 ارتداد: نوريس 5 حاسمة: دي ميراندا 24 كانديدو سانشيز 16 |       | مسجل: نوريس 5 حاسمة: دي ميراندا 15 |  | فارماسي أرينا، ريو دي جانيرو الحكام: ماكس كيندرفاتر |

### بطولة النساء
تأهل المنتخب البرازيلي لكرة السلة على الكراسي المتحركة للنساء إلى الألعاب البارالمبية 2016 بشكل مباشر باعتبار البرازيل الدولة المضيفة. كان لدى منتخب البرازيل الحق في اختيار المجموعة التي يود التواجد بها، بينما يتواجد تلقائيا المنتخب الجزائري في المجموعة الأخرى التي لم يقع عليها الاختيار. اختار البرازيليون المجموعة الأولى التي تضم كندا وألمانيا وبريطانيا العظمى والأرجنتين، بينما ضمت مجموعة الجزائر كلا من الولايات المتحدة والصين وفرنسا وهولندا.
| م. | الرقم | الاسم            | العمر - تاريخ الميلاد | نقاط التصنيف | النادي                        | البلد    |
| -- | ----- | ---------------- | --------------------- | ------------ | ----------------------------- | -------- |
| C  | 4     | إيفانيلدي سيلفا  | 26 – 24 أبريل 1990    | 3.5          | نادي إيريفيس                  | البرازيل |
| G  | 5     | أندريا فارياس    | 30 – 23 أبريل 1986    | 1.0          | نادي سيارا                    | البرازيل |
| C  | 6     | بيرلا أسونساو    | 30 – 28 يناير 1986    | 2.0          | أول ستار روداس                | البرازيل |
| G  | 7     | لوسيكليا كوستا   | 36 – 16 أغسطس 1980    | 2.5          | أول ستار روداس                | البرازيل |
| G  | 8     | روساليا راموس    | 46 – 22 يناير 1970    | 1.5          | الجمعية الرياضية لريوبريتينسي | البرازيل |
| C  | 9     | آنا أوريليا روزا | 27 – 10 سبتمبر 1988   | 3.5          | الجمعية الرياضية لريوبريتينسي | البرازيل |
| C  | 10    | جيسيكا سانتانا   | 23 – 7 ديسمبر 1992    | 2.5          | نادي إيريفيس                  | البرازيل |
| F  | 11    | جيسا فييرا       | 24 – 27 أغسطس 1992    | 4.0          | نادي غادين                    | البرازيل |
| F  | 12    | ليا مارتينس      | 29 – 9 يونيو 1987     | 4.5          | نادي غادين                    | البرازيل |
| G  | 13    | جيسيان مايا      | 34 – 15 فبراير 1982   | 3.0          | نادي إيريفيس                  | البرازيل |
| F  | 14    | باولا كلوكلر     | 25 – 26 يناير 1991    | 4.0          | الجمعية الرياضية أديسي        | البرازيل |
| F  | 14    | فيليدي ألميدا    | 24 – 2 نوفمبر 1991    | 4.5          | أول ستار روداس                | البرازيل |

- طاقم التدريب:  مارتوني سامبايو (المدرب الرئيسي)،  فرانسيليدو دي أندراي سواريز (المدرب المساعد).
- في خانة النادي يوجد آخر ناد زاولت فيه اللاعبة قبل البطولة.
- في خانة العمر يوجد عمر اللاعبة في 7 سبتمبر 2016.

دور المجموعات
| م | الفريق          | لعب | ف | خ | Pله | Pع  | Pف   | نقاط | التأهل                      |
| - | --------------- | --- | - | - | --- | --- | ---- | ---- | --------------------------- |
| 1 | ألمانيا         | 4   | 3 | 1 | 248 | 156 | +92  | 7    | ربع النهائي                 |
| 2 | بريطانيا العظمى | 4   | 3 | 1 | 228 | 140 | +88  | 7    | ربع النهائي                 |
| 3 | كندا            | 4   | 3 | 1 | 252 | 181 | +71  | 7    | ربع النهائي                 |
| 4 | البرازيل (H)    | 4   | 1 | 3 | 196 | 241 | −45  | 5    | ربع النهائي                 |
| 5 | الأرجنتين       | 4   | 0 | 4 | 87  | 296 | −209 | 4    | مباراة المركز التاسع/العاشر |

1. 1 2 3  الأرقام في المواجهات المباشرة: ألمانيا 3 نقاط، +9 فارق النقاط؛ بريطانيا العظمى 3 نقاط، −2 فارق النقاط؛ كندا 3 نقاط، −7 فارق النقاط

| 8 سبتمبر 2016 12:15 | التقرير | البرازيل                                                   | 85–19 | الأرجنتين                       |  | صالة كاريوكا 1، ريو دي جانيرو الحكام: مات ويلز |
| 8 سبتمبر 2016 12:15 | التقرير | النقاط حسب الربع: 22–4، 18–4، 23–5، 22–6                   |       |                                 |  | صالة كاريوكا 1، ريو دي جانيرو الحكام: مات ويلز |
| 8 سبتمبر 2016 12:15 | التقرير | مسجل: ألميدا 31 ارتداد: سانتانا 6 حاسمة: بالاريس 7 بيريز 2 |       | مسجل: ألميدا 7 حاسمة: بالاريس 7 |  | صالة كاريوكا 1، ريو دي جانيرو الحكام: مات ويلز |

| 9 سبتمبر 2016 15:15 | التقرير | ألمانيا                                                                                   | 77–32 | البرازيل                                      |  | فارماسي أرينا، ريو دي جانيرو الحكام: توماس باجر |
| 9 سبتمبر 2016 15:15 | التقرير | النقاط حسب الربع: 23–2، 22–11، 18–8، 14–11                                                |       |                                               |  | فارماسي أرينا، ريو دي جانيرو الحكام: توماس باجر |
| 9 سبتمبر 2016 15:15 | التقرير | مسجل: موهنين 21 ارتداد: موهنين، زايين 7 حاسمة: ألميدا 7 أسونساو، كوستا، مارتينز، ألميدا 1 |       | مسجل: موهنين، ميلر 7 حاسمة: ألميدا، أسونساو 4 |  | فارماسي أرينا، ريو دي جانيرو الحكام: توماس باجر |

| 11 سبتمبر 2016 21:30 | التقرير | البرازيل                                                              | 32–63 | بريطانيا العظمى                         |  | صالة كاريوكا 1، ريو دي جانيرو الحكام: مات ويلز |
| 11 سبتمبر 2016 21:30 | التقرير | النقاط حسب الربع: 8–15، 6–16، 6–22، 12–10                             |       |                                         |  | صالة كاريوكا 1، ريو دي جانيرو الحكام: مات ويلز |
| 11 سبتمبر 2016 21:30 | التقرير | مسجل: أسونساو، مارتينز 8 ارتداد: أسونساو 4 حاسمة: كونروي 15 فريمان 10 |       | مسجل: فييرا، مارتينز 4 حاسمة: فريمان 15 |  | صالة كاريوكا 1، ريو دي جانيرو الحكام: مات ويلز |

| 12 سبتمبر 2016 11:45 | التقرير | كندا                                                      | 82–49 | البرازيل                           |  | فارماسي أرينا، ريو دي جانيرو الحكام: جاي غيون لي |
| 12 سبتمبر 2016 11:45 | التقرير | النقاط حسب الربع: 24–12، 25–10، 19–12، 14–15              |       |                                    |  | فارماسي أرينا، ريو دي جانيرو الحكام: جاي غيون لي |
| 12 سبتمبر 2016 11:45 | التقرير | مسجل: يونغ 22 ارتداد: أويليت 12 حاسمة: ألميدا 12 ألميدا 6 |       | مسجل: ماكلاكلان 10 حاسمة: ألميدا 8 |  | فارماسي أرينا، ريو دي جانيرو الحكام: جاي غيون لي |

ربع النهائي
| 13 سبتمبر 2016 21:00 | التقرير | الولايات المتحدة                                              | 66–35 | البرازيل                               |  | فارماسي أرينا، ريو دي جانيرو الحكام: ماكس كيندرفاتر |
| 13 سبتمبر 2016 21:00 | التقرير | النقاط حسب الربع: 21–4، 14–9، 11–10، 20–12                    |       |                                        |  | فارماسي أرينا، ريو دي جانيرو الحكام: ماكس كيندرفاتر |
| 13 سبتمبر 2016 21:00 | التقرير | مسجل: هوليرمان 28 ارتداد: موراي 6 حاسمة: مارتينز 11 مارتينز 7 |       | مسجل: موراي، غاينغ 11 حاسمة: مارتينز 9 |  | فارماسي أرينا، ريو دي جانيرو الحكام: ماكس كيندرفاتر |

مباراة المركز السابع
| 16 سبتمبر 2016 9:30 | التقرير | فرنسا                                                                | 39–57 | البرازيل                                     |  | فارماسي أرينا، ريو دي جانيرو الحكام: مات ويلز |
| 16 سبتمبر 2016 9:30 | التقرير | النقاط حسب الربع: 12–8، 4–16، 12–12، 11–21                           |       |                                              |  | فارماسي أرينا، ريو دي جانيرو الحكام: مات ويلز |
| 16 سبتمبر 2016 9:30 | التقرير | مسجل: سان أومير ديليبين 10 ارتداد: بوسو 7 حاسمة: ألميدا 17 سانتانا 8 |       | مسجل: سان أومير ديليبين 11 حاسمة: مارتينز 10 |  | فارماسي أرينا، ريو دي جانيرو الحكام: مات ويلز |

## المسايفة على الكراسي المتحركة
منافسات الرجال
| الرياضي                                         | المسابقة            | التصفيات                        | التصفيات    | التصفيات | ربع النهائي                             | نصف النهائي     | النهائي / م.ب                               | النهائي / م.ب |
| الرياضي                                         | المسابقة            | المنافس                         | النتيجة     | الترتيب  | المنافس النتيجة                         | المنافس النتيجة | المنافس النتيجة                             | الترتيب       |
| ----------------------------------------------- | ------------------- | ------------------------------- | ----------- | -------- | --------------------------------------- | --------------- | ------------------------------------------- | ------------- |
| فانديرسون لويس شافيس                            | سيف الشيش فردي ب    | جوفان غيسوني (البرازيل)         | فوز 5–4     | 4        | لم يتقدم                                | لم يتقدم        | لم يتقدم                                    | 9             |
| فانديرسون لويس شافيس                            | سيف الشيش فردي ب    | ياتسيك غاوورسكي (بولندا)        | خسارة 2–5   | 4        | لم يتقدم                                | لم يتقدم        | لم يتقدم                                    | 9             |
| فانديرسون لويس شافيس                            | سيف الشيش فردي ب    | ماركو تشيما (إيطاليا)           | خسارة 0–5   | 4        | لم يتقدم                                | لم يتقدم        | لم يتقدم                                    | 9             |
| فانديرسون لويس شافيس                            | سيف الشيش فردي ب    | هو داولانغ (الصين)              | خسارة 1–5   | 4        | لم يتقدم                                | لم يتقدم        | لم يتقدم                                    | 9             |
| ساندرو كولاسو                                   | سيف الإيبيه فردي أ  | بيرز غيليفر (بريطانيا العظمى)   | خسارة 0–5   | 6        | لم يتقدم                                | لم يتقدم        | لم يتقدم                                    | 11            |
| ساندرو كولاسو                                   | سيف الإيبيه فردي أ  | داريوش بيندر (بولندا)           | خسارة 0–5   | 6        | لم يتقدم                                | لم يتقدم        | لم يتقدم                                    | 11            |
| ساندرو كولاسو                                   | سيف الإيبيه فردي أ  | روبرت سيتيرن (فرنسا)            | خسارة 4–5   | 6        | لم يتقدم                                | لم يتقدم        | لم يتقدم                                    | 11            |
| ساندرو كولاسو                                   | سيف الإيبيه فردي أ  | تيان جيانكوان (الصين)           | خسارة 1–5   | 6        | لم يتقدم                                | لم يتقدم        | لم يتقدم                                    | 11            |
| ساندرو كولاسو                                   | سيف الإيبيه فردي أ  | غيولا ماتو (المجر)              | فوز 5–4     | 6        | لم يتقدم                                | لم يتقدم        | لم يتقدم                                    | 11            |
| فابيو لويز داماسسينو                            | سيف الإيبيه فردي أ  | رومان روبل (فرنسا)              | خسارة 1–5   | 6        | لم يتقدم                                | لم يتقدم        | لم يتقدم                                    | 12            |
| فابيو لويز داماسسينو                            | سيف الإيبيه فردي أ  | ماتيو بيتي (إيطاليا)            | خسارة 2–5   | 6        | لم يتقدم                                | لم يتقدم        | لم يتقدم                                    | 12            |
| فابيو لويز داماسسينو                            | سيف الإيبيه فردي أ  | سون غانغ (الصين)                | خسارة 1–5   | 6        | لم يتقدم                                | لم يتقدم        | لم يتقدم                                    | 12            |
| فابيو لويز داماسسينو                            | سيف الإيبيه فردي أ  | ماتيو هيبرت (كندا)              | خسارة 1–5   | 6        | لم يتقدم                                | لم يتقدم        | لم يتقدم                                    | 12            |
| فابيو لويز داماسسينو                            | سيف الإيبيه فردي أ  | زين العابدين المدخلي (العراق)   | خسارة 0–5   | 6        | لم يتقدم                                | لم يتقدم        | لم يتقدم                                    | 12            |
| جوفان غيسوني                                    | سيف الشيش فردي بي   | فانديرسون لويس شافيس (البرازيل) | خسارة 4–5   | 5        | لم يتقدم                                | لم يتقدم        | لم يتقدم                                    | 10            |
| جوفان غيسوني                                    | سيف الشيش فردي بي   | ماركو تشيما (إيطاليا)           | خسارة 0–5   | 5        | لم يتقدم                                | لم يتقدم        | لم يتقدم                                    | 10            |
| جوفان غيسوني                                    | سيف الشيش فردي بي   | ياتسيك غاوورسكي (بولندا)        | خسارة 0–5   | 5        | لم يتقدم                                | لم يتقدم        | لم يتقدم                                    | 10            |
| جوفان غيسوني                                    | سيف الشيش فردي بي   | هو داولانغ (الصين)              | خسارة 2–5   | 5        | لم يتقدم                                | لم يتقدم        | لم يتقدم                                    | 10            |
| جوفان غيسوني                                    | سيف الإيبيه فردي بي | رودريغو ماساروت (البرازيل)      | فوز 5–3     | 2 Q      | أوليغ ناومينكو (أوكرانيا) · خسارة 12–15 | لم يتقدم        | لم يتقدم                                    | 6             |
| جوفان غيسوني                                    | سيف الإيبيه فردي بي | مارك أندري كراتير (فرنسا)       | فوز 5–1     | 2 Q      | أوليغ ناومينكو (أوكرانيا) · خسارة 12–15 | لم يتقدم        | لم يتقدم                                    | 6             |
| جوفان غيسوني                                    | سيف الإيبيه فردي بي | كاميل رزاسا (بولندا)            | خسارة 3–5   | 2 Q      | أوليغ ناومينكو (أوكرانيا) · خسارة 12–15 | لم يتقدم        | لم يتقدم                                    | 6             |
| جوفان غيسوني                                    | سيف الإيبيه فردي بي | عمار علي (العراق)               | فوز 5–4     | 2 Q      | أوليغ ناومينكو (أوكرانيا) · خسارة 12–15 | لم يتقدم        | لم يتقدم                                    | 6             |
| رودريغو ماساروت                                 | سيف الإيبيه فردي بي | جوفان غيسوني (البرازيل)         | خسارة 3–5   | 5        | لم يتقدم                                | لم يتقدم        | لم يتقدم                                    | 10            |
| رودريغو ماساروت                                 | سيف الإيبيه فردي بي | كاميل رزاسا (بولندا)            | خسارة 5–2   | 5        | لم يتقدم                                | لم يتقدم        | لم يتقدم                                    | 10            |
| رودريغو ماساروت                                 | سيف الإيبيه فردي بي | مارك-أندريه كراتير (فرنسا)      | خسارة 5–2   | 5        | لم يتقدم                                | لم يتقدم        | لم يتقدم                                    | 10            |
| رودريغو ماساروت                                 | سيف الإيبيه فردي بي | عمار علي (العراق)               | خسارة 1–5   | 5        | لم يتقدم                                | لم يتقدم        | لم يتقدم                                    | 10            |
| ساندرو كولاسو فابيو لويز داماسسينو جوفان غيسوني | فريق سيف الإيبيه    | فرنسا (FRA)                     | خسارة 20–45 | 3        | —                                       | لم يتقدموا      | المركز الخامس · إيطاليا (ITA) · خسارة 38–45 | 6             |
| ساندرو كولاسو فابيو لويز داماسسينو جوفان غيسوني | فريق سيف الإيبيه    | اليونان (GRE)                   | خسارة 32–45 | 3        | —                                       | لم يتقدموا      | المركز الخامس · إيطاليا (ITA) · خسارة 38–45 | 6             |
| ساندرو كولاسو فابيو لويز داماسسينو جوفان غيسوني | فريق سيف الشيش      | الصين (CHN)                     | خسارة 9–45  | 3        | —                                       | لم يتقدموا      | المركز الخامس · إيطاليا (ITA) · خسارة 14–45 | 6             |
| ساندرو كولاسو فابيو لويز داماسسينو جوفان غيسوني | فريق سيف الشيش      | فرنسا (FRA)                     | خسارة 16–45 | 3        | —                                       | لم يتقدموا      | المركز الخامس · إيطاليا (ITA) · خسارة 14–45 | 6             |

منافسات النساء
| الرياضية                                 | المسابقة         | التصفيات                    | التصفيات    | التصفيات | ربع النهائي      | نصف النهائي      | النهائي / م.ب                               | النهائي / م.ب |
| الرياضية                                 | المسابقة         | المنافسة                    | النتيجة     | الترتيب  | المنافسة النتيجة | المنافسة النتيجة | المنافسة النتيجة                            | الترتيب       |
| ---------------------------------------- | ---------------- | --------------------------- | ----------- | -------- | ---------------- | ---------------- | ------------------------------------------- | ------------- |
| مونيكا سانتوس                            | سيف الشيش فردي أ | تشانغ تشونكوي (الصين)       | خسارة 2–5   | 6        | لم تتقدم         | لم تتقدم         | لم تتقدم                                    | 12            |
| مونيكا سانتوس                            | سيف الشيش فردي أ | ناتاليا موركفيتش (أوكرانيا) | خسارة 0–5   | 6        | لم تتقدم         | لم تتقدم         | لم تتقدم                                    | 12            |
| مونيكا سانتوس                            | سيف الشيش فردي أ | لوريدانا تريغيليا (إيطاليا) | خسارة 2–5   | 6        | لم تتقدم         | لم تتقدم         | لم تتقدم                                    | 12            |
| مونيكا سانتوس                            | سيف الشيش فردي أ | زسوزسانا كرايناك (المجر)    | خسارة 1–5   | 6        | لم تتقدم         | لم تتقدم         | لم تتقدم                                    | 12            |
| مونيكا سانتوس                            | سيف الشيش فردي أ | يو تشوي يي (هونغ كونغ)      | خسارة 0–5   | 6        | لم تتقدم         | لم تتقدم         | لم تتقدم                                    | 12            |
| كارينا مايا سويلين رودولفو مونيكا سانتوس | فريق سيف الإيبيه | هونغ كونغ (HKG)             | خسارة 17–45 | 3        | —                | لم يتقدمن        | المركز الخامس · بيلاروس (BLR) · خسارة 29–45 | 6             |
| كارينا مايا سويلين رودولفو مونيكا سانتوس | فريق سيف الإيبيه | بولندا (POL)                | خسارة 25–45 | 3        | —                | لم يتقدمن        | المركز الخامس · بيلاروس (BLR) · خسارة 29–45 | 6             |
| كارينا مايا سويلين رودولفو مونيكا سانتوس | فريق سيف الشيش   | هونغ كونغ (HKG)             | خسارة 12–45 | 3        | —                | لم يتقدمن        | المركز الخامس · بيلاروس (BLR) · خسارة 27–45 | 6             |
| كارينا مايا سويلين رودولفو مونيكا سانتوس | فريق سيف الشيش   | إيطاليا (ITA)               | خسارة 15–45 | 3        | —                | لم يتقدمن        | المركز الخامس · بيلاروس (BLR) · خسارة 27–45 | 6             |

## رغبي الكراسي المتحركة
تأهل منتخب البرازيل للرغبي على الكراسي المتحركة إلى الألعاب الأولمبية الصيفية 2016 باعتباره البلد المستشيف للدورة. جرت المباراة الافتتاحية للبرازيل أمام كندا يوم 14 سبتمبر. وكانت المباراة الثانية أمام أستراليا في 15 سبتمبر، بينما كانت المباراة الأخيرة في دور المجموعات أمام بريطانيا العظمى في 16 سبتمبر. كانت البرازيل قبل البطولة مصنفة في المركز 19 عالميا.
| 0#0 | اللاعب               | الجنس | الفئة الرياضية | تاريخ الميلاد والعمر       | النادي               |
| --- | -------------------- | ----- | -------------- | -------------------------- | -------------------- |
| 1   | غيلسون جونيور        | رجل   | 0.5            | يونيو 7, 1987 (العمر 29)   | غلاديادوريس كوريتيبا |
| 2   | لوكاس خونكويرا       | رجل   | 0.5            | ديسمبر 9, 1987 (العمر 28)  | أدياكامب             |
| 3   | غييرمو كامارغو       | رجل   | 1.5            | فبراير 22, 1990 (العمر 26) | ميناس كواد           |
| 4   | خوسي بول غونتر       | رجل   | 1.0            | مارس 18, 1991 (العمر 25)   | جيغانتيس             |
| 5   | ألكسندر تانيغوشي (C) | رجل   | 2.0            | نوفمبر 28, 1985 (العمر 30) | أدياكامب             |
| 6   | خوسيه هيغينو (C)     | رجل   | 2.0            | نوفمبر 25, 1985 (العمر 30) | برازيليا كواد كلوب   |
| 7   | برونو داماسينو       | رجل   | 2.5            | أغسطس 22, 1987 (العمر 29)  | أدياكامب             |
| 8   | رافاييل هوفمان       | رجل   | 2.0            | مارس 29, 1984 (العمر 32)   | غلاديادوريس كوريتيبا |
| 9   | دافي أبرو            | رجل   | 2.0            | أبريل 17, 1989 (العمر 27)  | ميناس كواد           |
| 10  | أندرسون كايس         | رجل   | 2.0            | يونيو 21, 1985 (العمر 31)  | غلاديادوريس كوريتيبا |
| 11  | جوليو براز           | رجل   | 3.0            | أبريل 29, 1991 (العمر 25)  | ميناس كواد           |
| 12  | ألكسندر غيرياتو      | رجل   | 3.0            | يناير 21, 1982 (العمر 34)  | جيغانتيس             |

دور المجموعات
| م | الفريق          | لعب | ف | ت | خ | أ.له | أ.ع | أ.ف | نقاط | التأهل                                |
| - | --------------- | --- | - | - | - | ---- | --- | --- | ---- | ------------------------------------- |
| 1 | أستراليا        | 3   | 3 | 0 | 0 | 188  | 158 | +30 | 6    | نصف النهائي ‏                          |
| 2 | كندا            | 3   | 2 | 0 | 1 | 174  | 160 | +14 | 4    | نصف النهائي ‏                          |
| 3 | بريطانيا العظمى | 3   | 1 | 0 | 2 | 152  | 135 | +17 | 2    | مباراة تحديد المركزين الخامس والسادس ‏ |
| 4 | البرازيل (H)    | 3   | 0 | 0 | 3 | 125  | 186 | −61 | 0    | مباراة تحديد المركزين السابع والثامن ‏ |

| كندا | 62–48   | البرازيل |
| ---- | ------- | -------- |
|      | التقرير |          |

| أستراليا | 72–45   | البرازيل |
| -------- | ------- | -------- |
|          | التقرير |          |

| البرازيل | 32–52   | بريطانيا العظمى |
| -------- | ------- | --------------- |
|          | التقرير |                 |

مباراة تحديد المركزين السابع والثامن
| البرازيل | 54–59   | فرنسا |
| -------- | ------- | ----- |
|          | التقرير |       |

## كرة المضرب على الكراسي المتحركة
منافسات الفردي
| الرياضي (المصنف) | المسابقة   | دور الـ64                                             | دور الـ32                               | دور الـ16                                           | ربع النهائي                                        | نصف النهائي     | النهائي / م.ب   | النهائي / م.ب |
| الرياضي (المصنف) | المسابقة   | المنافس النتيجة                                       | المنافس النتيجة                         | المنافس النتيجة                                     | المنافس النتيجة                                    | المنافس النتيجة | المنافس النتيجة | الترتيب       |
| ---------------- | ---------- | ----------------------------------------------------- | --------------------------------------- | --------------------------------------------------- | -------------------------------------------------- | --------------- | --------------- | ------------- |
| رافائيل مديروس   | فردي رجال  | ستيف بالدوين (الولايات المتحدة) · خسارة 2–6, 6–4, 3–6 | لم يتقدم                                | لم يتقدم                                            | لم يتقدم                                           | لم يتقدم        | لم يتقدم        | 33            |
| ماوريسيو بومي    | فردي رجال  | كاميل فابيسياك (بولندا) · خسارة 1–6, 2–6              | لم يتقدم                                | لم يتقدم                                            | لم يتقدم                                           | لم يتقدم        | لم يتقدم        | 33            |
| دانييل رودريغيس  | فردي رجال  | روبنسون مينديز (تشيلي) · فوز 6–0, 6–4                 | شينغو كونيدا (اليابان) · خسارة 2–6, 1–6 | لم يتقدم                                            | لم يتقدم                                           | لم يتقدم        | لم يتقدم        | 17            |
| كارلوس سانتوس    | فردي رجال  | مارتين دي لا بوينتي (إسبانيا) · خسارة 1–6, 4–6        | لم يتقدم                                | لم يتقدم                                            | لم يتقدم                                           | لم يتقدم        | لم يتقدم        | 33            |
| ريجان كانديدا    | فردي نساء  | —                                                     | يوي كاميجي (اليابان) · خسارة 0–6, 0–6   | لم تتقدم                                            | لم تتقدم                                           | لم تتقدم        | لم تتقدم        | 17            |
| ناتاليا مايارا   | فردي نساء  | —                                                     | بوسرا أون (تركيا) · فوز 6–1, 6–0        | جوردان وايلي (بريطانيا العظمى) · خسارة 4–6, 1–6     | لم تتقدم                                           | لم تتقدم        | لم تتقدم        | 9             |
| رودريغو أوليفيرا | فردي رباعي | —                                                     | —                                       | ميتسوتيرو موروشي (اليابان) · خسارة 1–6, 0–6         | لم يتقدم                                           | لم يتقدم        | لم يتقدم        | 9             |
| يمانيتو سيلفا    | فردي رباعي | —                                                     | —                                       | جيمي بورديكين (بريطانيا العظمى) · فوز 6–2, 2–6, 6–1 | لوكاس سيثولي (تنس) (جنوب إفريقيا) · خسارة 5–7, 3–6 | لم يتقدم        | لم يتقدم        | 5             |

الزوجي
| الرياضي (المصنف)                     | المسابقة   | دور الـ32                                                  | دور الـ16                                                              | ربع النهائي                                                 | نصف النهائي     | النهائي / م.ب   | النهائي / م.ب |
| الرياضي (المصنف)                     | المسابقة   | المنافس النتيجة                                            | المنافس النتيجة                                                        | المنافس النتيجة                                             | المنافس النتيجة | المنافس النتيجة | الترتيب       |
| ------------------------------------ | ---------- | ---------------------------------------------------------- | ---------------------------------------------------------------------- | ----------------------------------------------------------- | --------------- | --------------- | ------------- |
| رافائيل مديروس دانييل رودريغيس (تنس) | زوجي رجال  | تقدم تلقائي                                                | توم إيغبيرنك / · مايكل شيفرز (هولندا) · خسارة 2–6, 3–6                 | لم يتقدما                                                   | لم يتقدما       | لم يتقدما       | 9             |
| ماوريسيو بومي كارلوس سانتوس          | زوجي رجال  | إيم هو وون / · لي ها غيل (كوريا الجنوبية) · خسارة 2–6, 2–6 | لم يتقدما                                                              | لم يتقدما                                                   | لم يتقدما       | لم يتقدما       | 17            |
| ريجان كانديدا ناتاليا مايارا         | زوجي نساء  | —                                                          | دانا ماثيوسون / · كايتلين فيرفويرث (الولايات المتحدة) · خسارة 2–6, 4–6 | لم تتقدما                                                   | لم تتقدما       | لم تتقدما       | 9             |
| رودريغو أوليفيرا يمانيتو سيلفا       | زوجي رباعي | —                                                          | —                                                                      | إيتاي إيرينليب / · شراغا وينبيرغ (إسرائيل) · خسارة 0–6, 0–6 | لم يتقدما       | لم يتقدما       | 5             |

## أنظر أيضا
- البرازيل في الألعاب الأولمبية الصيفية 2016